# Patrimonio cultural inmueble de Alcalá de Henares

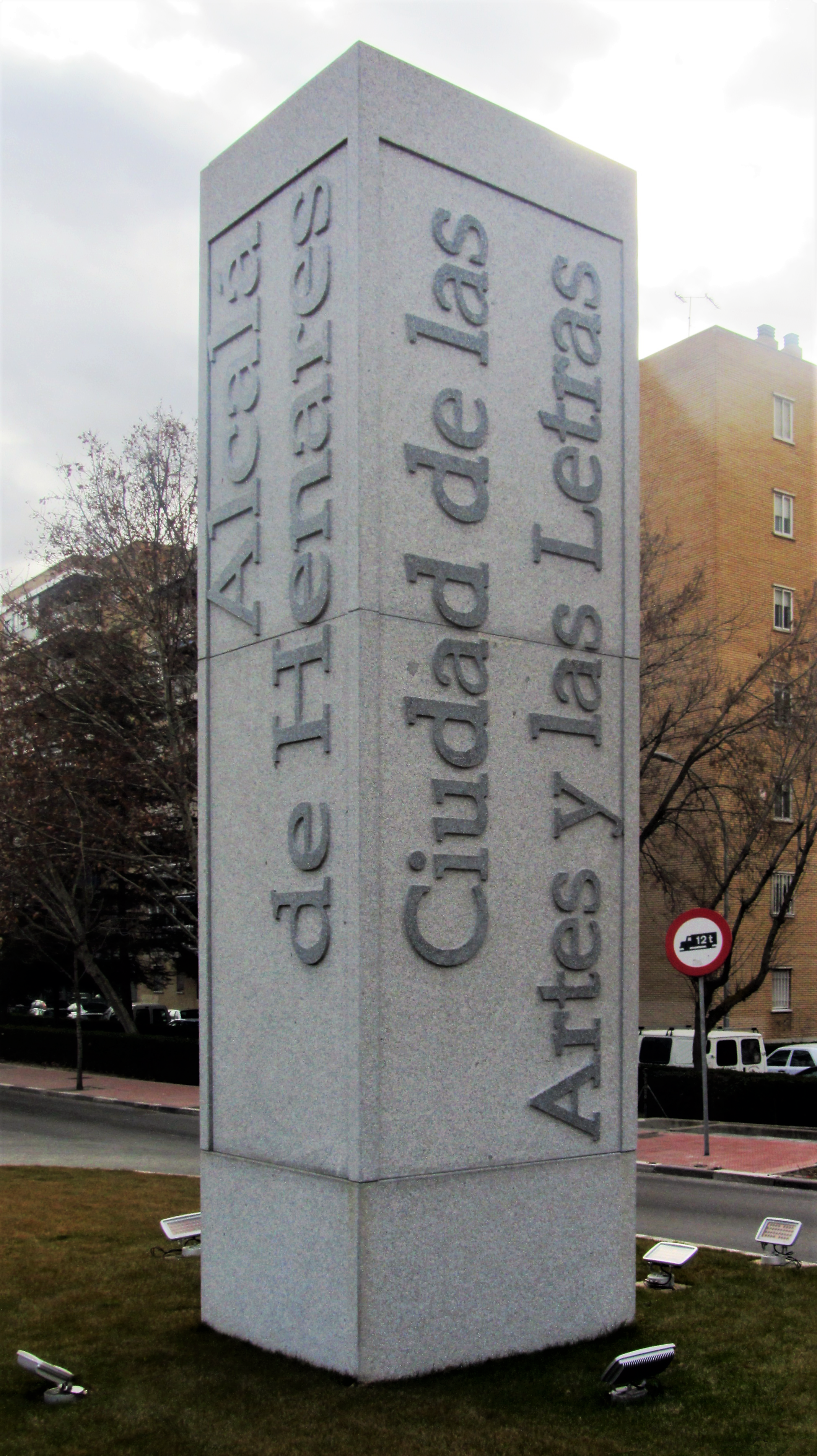
"Alcalá de Henares ciudad de las artes y las letras".

Alcalá de Henares es una ciudad Patrimonio Mundial, y posee 19 bienes inmuebles del Patrimonio histórico español, estando entre las ciudades con mayor número de Bienes de Interés Cultural de España.
Alcalá de Henares atesora un singular patrimonio natural, histórico y cultural. El patrimonio cultural es el conjunto de productos y expresiones que se consideran más valiosos, y por tanto dignos de conservarse, de la ingente producción cultural generada por el ser humano. Según Fontal (2003), es el resultado de una discriminación positiva que lo configura como el resultado de un proceso de selección histórica, como sedimento de la parcela cultural y como conformador de la identidad social. Su permanencia y transmisión de una generación a las siguientes depende de la aplicación de determinados criterios de valoración, así como de múltiples factores sociales, políticos, legislativos, económicos, culturales, etc.
El patrimonio cultural se clasifica en inmaterial y material. Y este último, a su vez, en inmueble y mueble. El patrimonio inmueble incluye: conjunto histórico, jardín histórico, monumento, paisaje cultural, patrimonio industrial, sitio histórico y zona arqueológica.

## Patrimonio de la humanidad

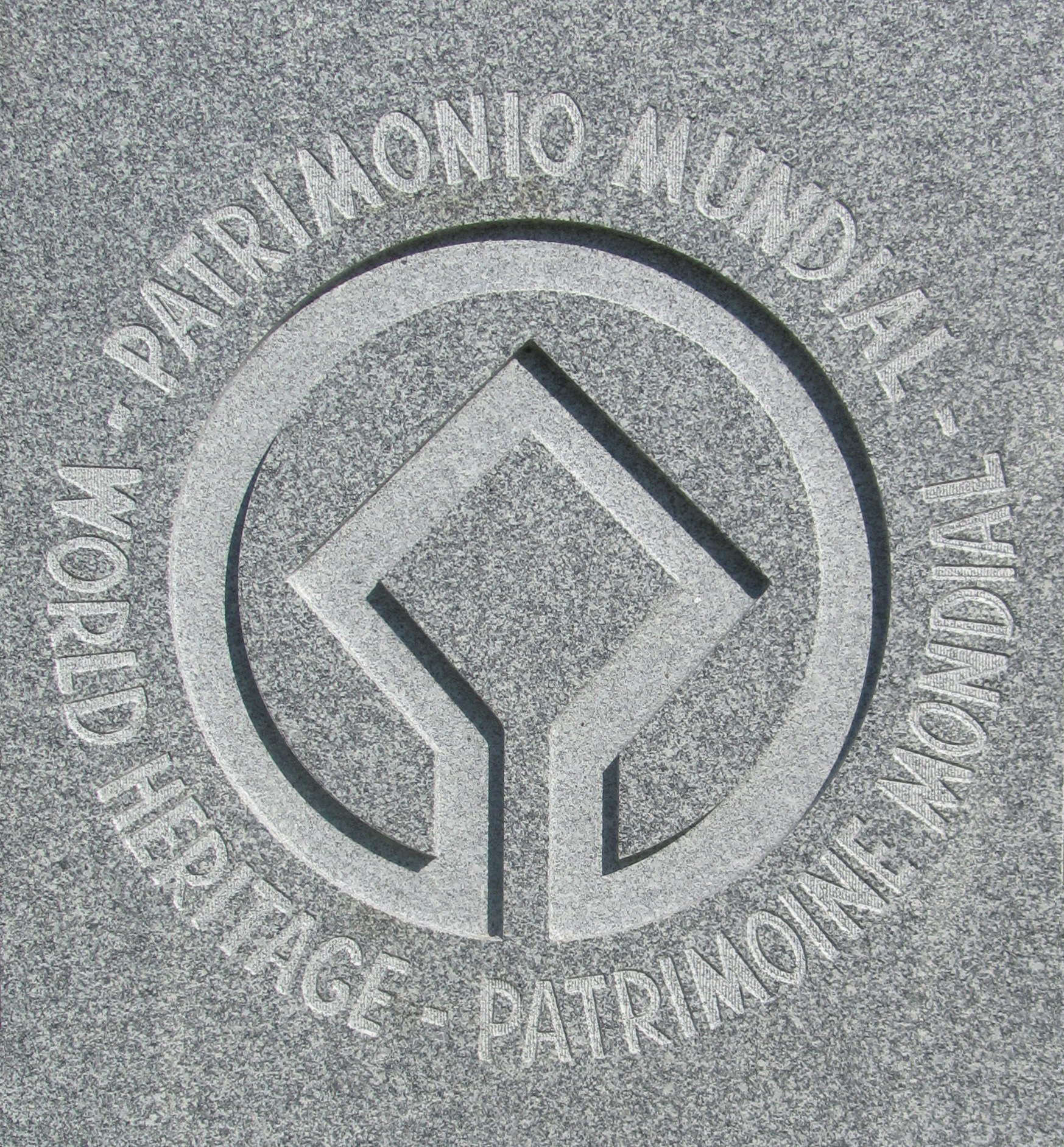
Logotipo del Patrimonio Mundial o de la Humanidad de la UNESCO.

Patrimonio de la Humanidad o Patrimonio Mundial es el título conferido por la Unesco a sitios específicos del planeta (bosque, ciudad, cueva, desierto, edificación, lago, o montaña) que han sido nominados y confirmados para su inclusión en la lista mantenida por el Programa Patrimonio de la Humanidad, cuyo objetivo es catalogar, preservar y dar a conocer sitios de importancia cultural o natural excepcional para la herencia común de la humanidad.
La UNESCO considera como Bienes Culturales Inmuebles a los “sitios arqueológicos, históricos o científicos, los edificios u otras construcciones de valor histórico, científico, artístico o arquitectónico, religiosos o seculares, incluso los conjuntos de edificios tradicionales, los barrios históricos de zonas urbanas y rurales urbanizadas, y los vestigios de culturas pretéritas que tengan valor etnológico. Se aplicará tanto a los inmuebles del mismo carácter que constituyan ruinas sobre el nivel del suelo como a los vestigios arqueológicos o históricos que se encuentren bajo la superficie de la tierra”.
La ciudad de Alcalá de Henares fue declarada Patrimonio de la Humanidad por la UNESCO el 2 de diciembre de 1998, incluyendo la "Universidad y Recinto Histórico de Alcalá de Henares" en la lista del Patrimonio Mundial. Este reconocimiento de la UNESCO no solo se refiere al patrimonio histórico y artístico que atesora la ciudad complutense, sino también, a la trascendente aportación de Alcalá a la cultura universal especialmente en los siglos XVI y XVII.

## Patrimonio cultural español
Un Bien de Interés Cultural (BIC) es una figura jurídica de protección del patrimonio material español, tanto mueble como inmueble, de interés artístico, histórico, paleontológico, arqueológico, etnográfico, científico o técnico, que haya sido declarado como tal por la administración competente. Los bienes pertenecientes al Patrimonio Histórico Español están regulados por una normativa específica, fundamentalmente contenida en la Ley 16/1985 de 25 de junio de Patrimonio, que distingue entre el régimen general y los regímenes especiales en función de las características del objeto a proteger.
Todos los Bienes de Interés Cultural cuentan con un código del tipo R.I. (o A.R.I.) -XX-YYYYYYY-00000, donde los dos primeros dígitos (XX) indican el tipo de bien y los siete siguientes (YYYYYYY) son el código identificativo del mismo; siendo las cinco últimas cifras cinco ceros de forma genérica, pudiendo cambiar para identificar partes del mismo bien.
La ciudad de Alcalá de Henares fue declarada Conjunto Histórico Artístico el 11 de mayo de 1968, al ser una "ciudad esencialmente monumental, cuyo glorioso pasado cultural y artístico ha dejado tantos y tan importantes testimonios, puede ser considerada como una de las más características de España."

## Patrimonio inmueble de la Comunidad de Madrid
Son Bienes de Interés Patrimonial de la Comunidad de Madrid "aquellos que, formando parte del patrimonio histórico de la Comunidad de Madrid, sin tener valor excepcional, posean una especial significación histórica o artística y en tal sentido sean declarados". El identificador autonómico asignado por la Comunidad de Madrid tiene el formato RBIC-XXXX-YYYYYY.

## Patrimonio inmueble de Alcalá de Henares

### Archivos
"Son los conjuntos orgánicos de documentos, o la reunión de varios de ellos, reunidos por las personas jurídicas, públicas o privadas, en el ejercicio de sus actividades, al servicio de su utilización para la investigación, la cultura, la información y la gestión administrativa. Asimismo, se entienden por Archivos las instituciones culturales donde se reúnen, conservan, ordenan y difunden para los fines anteriormente mencionados dichos conjuntos orgánicos."

#### Archivo General de la Administración

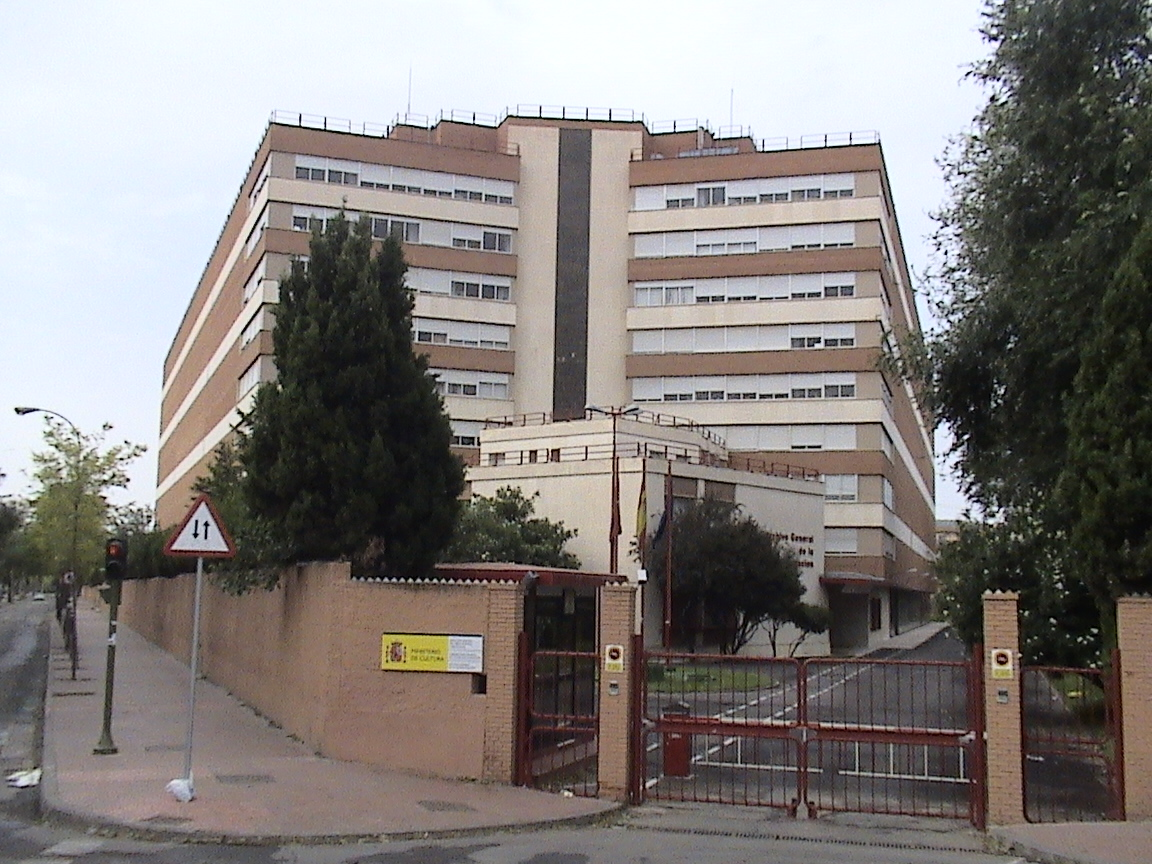
Entrada principal al Archivo General de la Administración.

El proyecto del edificio fue diseño del arquitecto Juan Segura de Lago. Las obras se iniciaron a finales de 1969 y finalizaron en la primavera de 1973. El edificio, de planta triangular, se levanta sobre un solar de 16.416 m². La superficie total construida es de 42.269 m² distribuidos en nueve plantas. Su capacidad total es de aproximadamente 200 km de estantería no compacta para la instalación de documentos. Incluye también el Archivo Central de Educación y el Centro de Información Documental de Archivos (CIDA).

### Conjuntos históricos
"Es la agrupación de bienes inmuebles que forman una unidad de asentamiento, continua o dispersa, condicionada por una estructura física representativa de la evolución de una comunidad humana por ser testimonio de su cultura o constituir un valor de uso y disfrute para la colectividad. Asimismo es
Conjunto Histórico cualquier núcleo individualizado de inmuebles comprendidos en una unidad superior de población que reúna esas mismas características y pueda ser claramente delimitado."

#### Universidad de Alcalá

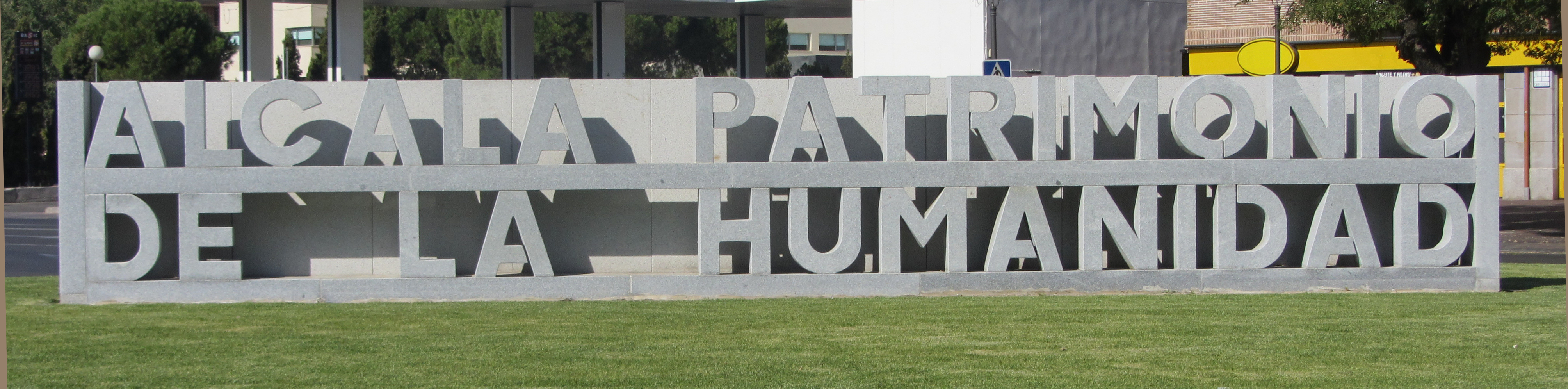
"Alcalá de Henares: Patrimonio de la Humanidad".

El conjunto histórico de Alcalá es Patrimonio Mundial, desarrollado a partir de la Edad Media, y en el que "judíos, musulmanes y cristianos vivían en tolerancia".
Destaca la Universidad de Alcalá, fundada por Francisco Ximenez de Cisneros en 1499 mediante bula de Alejandro VI, transformó a la ciudad en el centro intelectual de la España de los siglos XVI y XVII. En estos años Alcalá se convierte en la ciudad del saber. Los grandes personajes que hicieron posible el llamado Siglo de Oro Español aparecen vinculados, bien como estudiantes, bien como profesores, a la ciudad y a la academia complutense. Nombres como el de Elio Antonio de Nebrija, Francisco de Quevedo, Lope de Vega, Calderón de la Barca, Tirso de Molina, Mateo Alemán, Antonio Pérez, Benito Arias Montano, Santo Tomás de Villanueva, San Francisco Caracciolo, San Ignacio de Loyola, San Juan de la Cruz y Miguel de Cervantes nos hablan de su grandeza artística y cultural. 

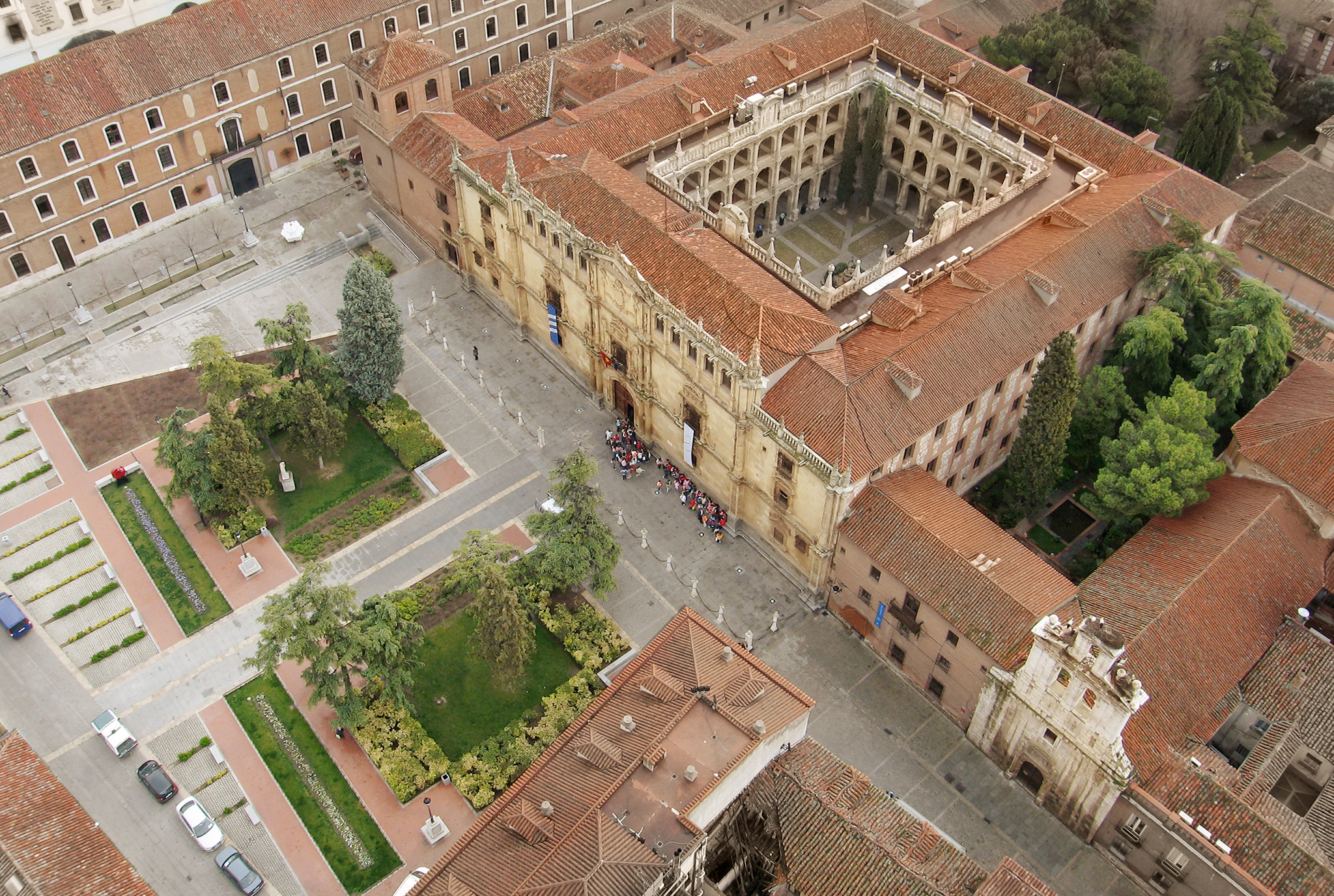
Universidad de Alcalá.

La huella de aquella época dorada puede verse en nuestros días contemplando los antiguos colegios universitarios como El Mayor de San Ildefonso, Jesuitas, Dominicos, Trinitarios, Caracciolos, Basilios o el Colegio del Rey que son algunos de los más de cincuenta colegios universitarios que se asentaron en la ciudad a lo largo de los siglos.
Si hay un edificio emblemático de la ciudad este es el Colegio Mayor de San Ildefonso, obra que no termina en su bella fachada plateresca ideada por Rodrigo Gil de Hontañón. Del interior, donde se mezclan con armonía patios del más puro Renacimiento Clasicista con la suntosidad del Herreriano de Juan Gómez de Mora, sobre todo hay que destacar la Capilla de San Ildefonso y el Paraninfo. 
La Capilla de San Ildefonso, de arquitectura mudéjar, reflejan la mezcla de las culturas monoteístas musulmana, judía y cristiana. Los artesonados mudéjares destacan por su sobriedad y recogimiento, por sus dimensiones y por el saber que en su elaboración se demostró al no utilizar ningún elemento de unión entre las piezas. Pese a todo, han conseguido pervivir cinco siglos sin ninguna restauración. En el Presbiterio de la capilla destaca el bello sepulcro del fundador de la Universidad, el Cardenal Cisneros, en el que se mezclan el gótico de Domenico Fancelli con el renacimiento de Bartolomé Ordóñez, siendo en el momento de la elaboración el sepulcro más costoso de la historia de España.
Como curiosidades hay que señalar que el sepulcro de Cisneros está orientado hacia el altar, privilegio de los eclesiásticos que los Reyes Católicos no tuvieron en la Capilla Real de Granada, y la faz del Cardenal hecha con su máscara funeraria, siendo su retrato más fiel. 
El Paraninfo que sorprende más que ningún otro lugar de Alcalá por su belleza y esplendor, condensa, como la capilla de San Ildefonso, la mezcla de culturas a través de su tradición mudéjar y sirve de marco al Aula Magna de la Universidad de Alcalá. En las paredes aparecen nombres de ilustres profesores y estudiantes que pasaron por la alma mater alcalaína. Hoy en día es el lugar donde los Reyes de España entregan cada 23 de abril el Premio Cervantes de literatura, máximo galardón otorgado a un escritor que ha dado toda su vida por enriquecer la lengua española.

#### Conjunto Histórico de la Ciudad de Alcalá de Henares

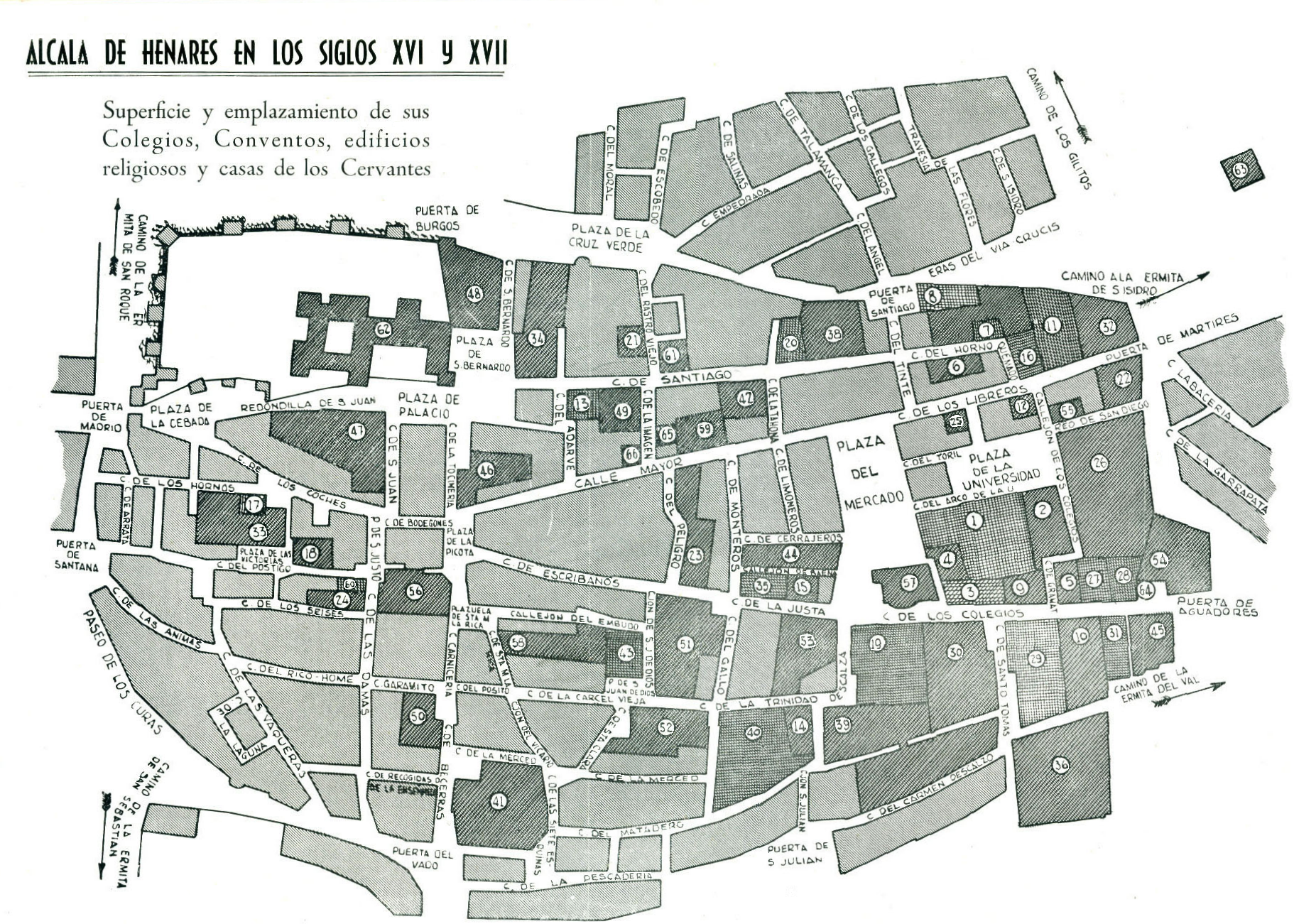
Recinto histórico de Alcalá de Henares entre los siglos y.

Recorriendo Alcalá podemos conocer sus 2000 años de historia: la romana casa de Hippolytus, la fortaleza islámica de Alcalá la Vieja, el recinto amurallado medieval, la Catedral-Magistral, el Palacio Arzobispal, el Colegio Mayor de San Ildefonso, la Casa Natal de Cervantes, el Monasterio de San Bernardo, el Corral de Comedias, la Puerta de Madrid o el Palacio Laredo son una muestra del rico patrimonio histórico artístico se puede visitar en la actualidad.
La antigua ciudad romana de Complutum, cambió de nombre y emplazamiento cuando el islam se impuso en la península ibérica, llamándose Al'Qual'at en Nah'ar, denominación que fijaría el nombre definitivo la ciudad. Tras la Reconquista, en 1118, la ciudad se convirtió en señorío y residencia habitual de los Arzobispos de Toledo, prelados que la mimaron y embellecieron a lo largo de los siglos.
Fue declarado monumento inmueble el 10 de junio de 1968, con el código RI-53-0000095.

### Monumentos
"Son aquellos bienes inmuebles que constituyen realizaciones arquitectónicas o de ingeniería, u obras de escultura colosal siempre que tengan interés histórico, artístico, científico o social."

#### Catedral de Alcalá

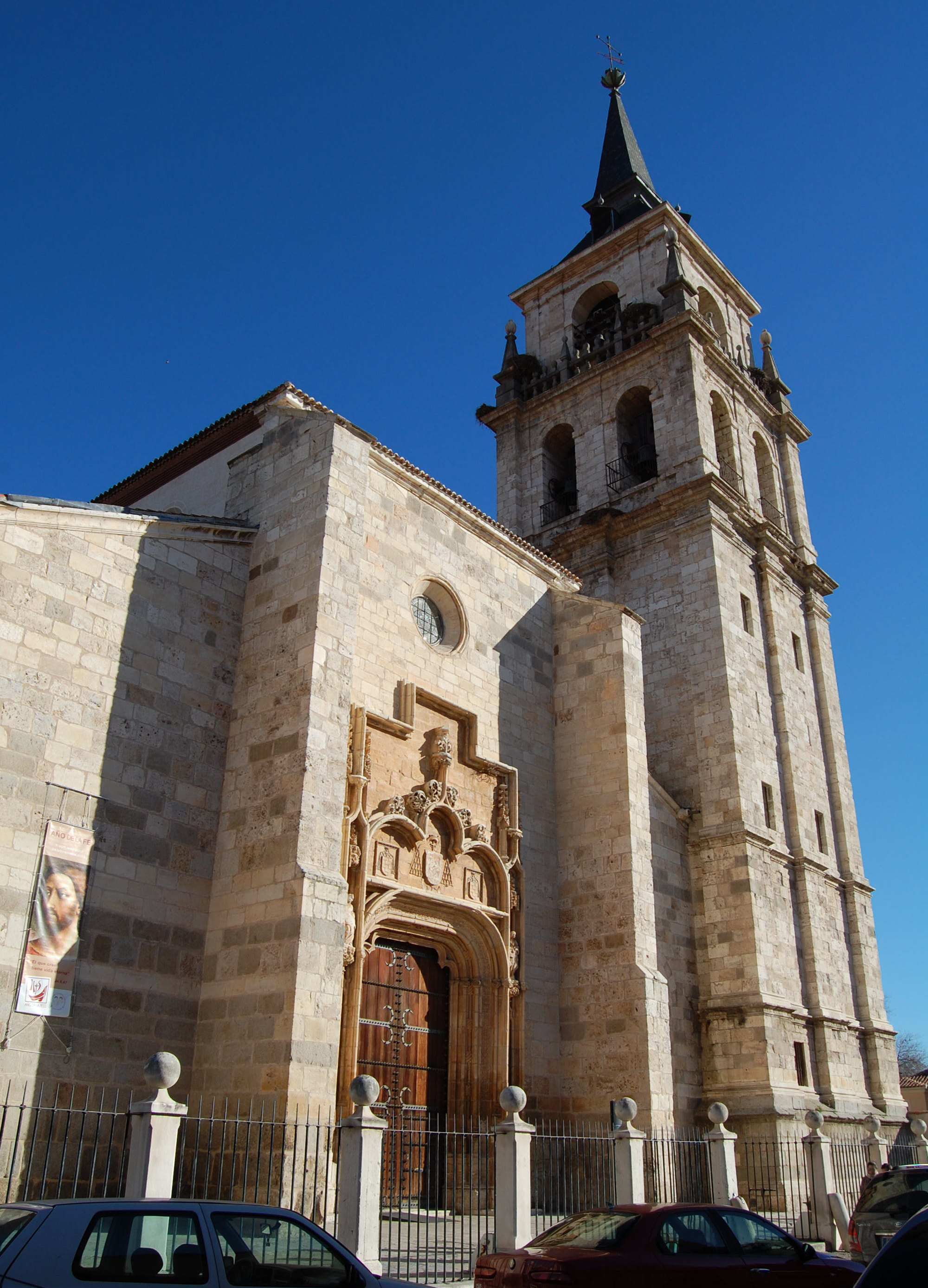
Fachada de la Catedral-Magistral de Alcalá.

La Iglesia Magistral se edificó en el lugar donde se supone martirizaron a los niños alcalaínos Justo y Pastor. El templo alcanzó la categoría de colegiata en 1479. Esta iglesia es una de las dos únicas en todo el mundo que tienen el título de "Magistral", junto a la de San Pedro de Lovaina en Bélgica, lo que significa que todos sus canónigos debían ser magister (doctores en teología) de la universidad. El edificio actual fue erigido entre 1497 y 1514 a instancias del cardenal Cisneros, siendo sus artífices Antón y Enrique Egas quienes optaron por un gótico tardío o isabelino. Junto a la lonja en la que se abre la portada se levanta la robusta torre cuyo cuerpo de campana se remató en estilo herreriano en el siglo XVII.
El exterior es sencillo y austero. En la fachada principal, entre contrafuertes y de estilo gótico flamígero, cuenta con una puerta de arco rebajado y tímpano, en el que se aprecian los escudos de la Iglesia y de Cisneros, y la imagen de San Ildefonso. Cuenta con tres naves y girola, e imita la planta de la Catedral de Toledo. Tiene bóvedas de crucería sencillas en las naves bajas y con simples terceletes en la alta. En la cripta se conservan los cuerpos de los dos niños mártires en urna de plata y en la que hay en el altar mayor, el cuerpo incorrupto de San Diego de Alcalá.
La torre de la catedral se construyó entre 1528 y 1582 en estilo renacentista, pero su aspecto actual viene de 1618. Es obra de Rodrigo Gil de Hontañón y de Rodrigo Argüello. Mide 60 metros de altura. Está rematada por un chapitel con pizarra de estilo herreriano.
Junto a la catedral se encuentra el museo diocesano en el que se pueden visitar los objetos religiosos pertenecientes a la diócesis. Trazos góticos aunque con capillas, enterramientos y claustro de los distintos estilos posteriores, destaca la torre herreriana. La Catedral es la sede episcopal de la diócesis de Alcalá de Henares.
Fue declarada monumento inmueble el 28 de diciembre de 1904, con el código RI-51-0000085. Predominan los estilos gótico tardío y renacimiento. Y se ubica en la plaza de los Santos Niños.

#### Colegio Mayor de San Ildefonso

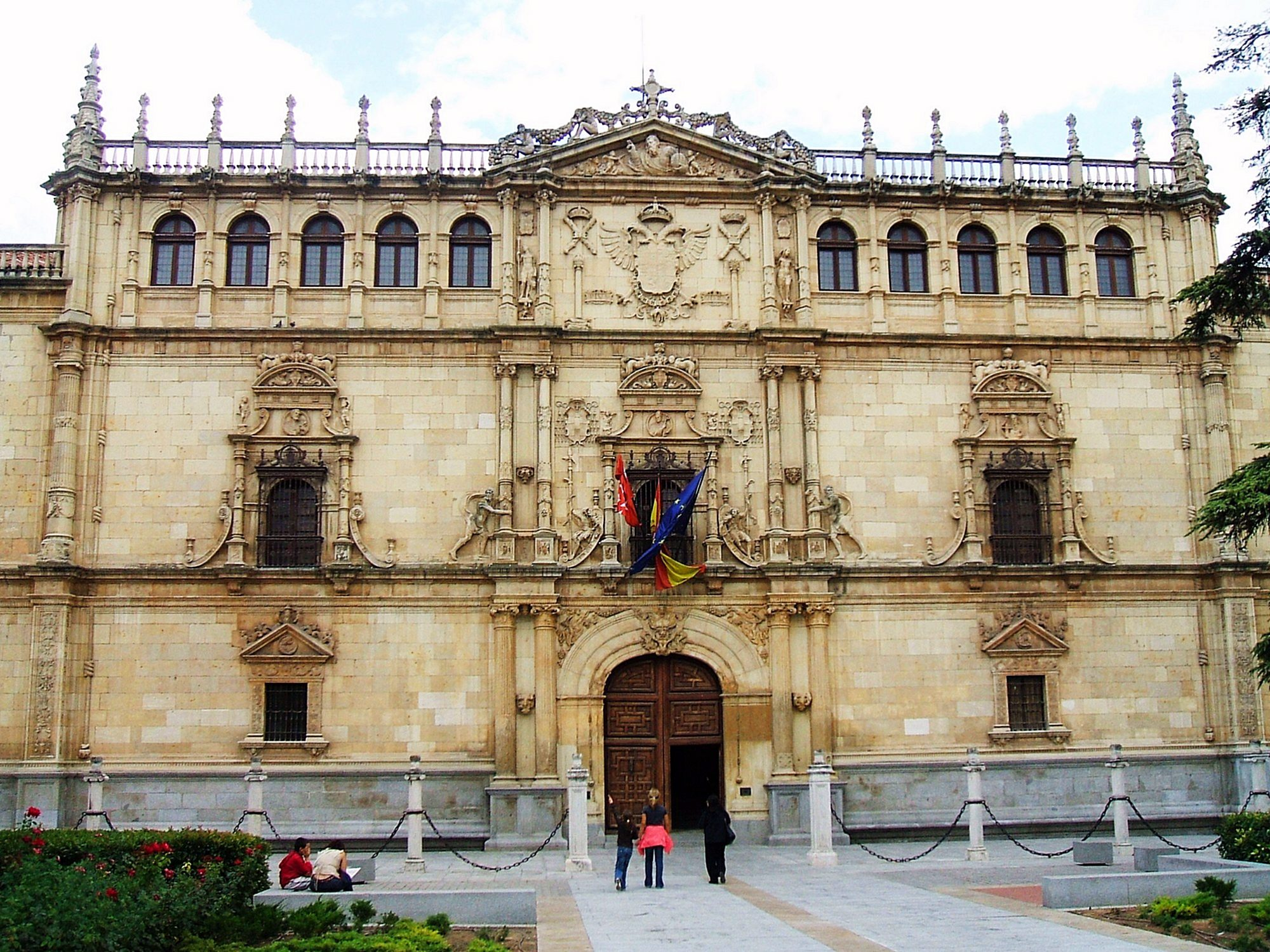
Fachada del Colegio Mayor de San Ildefonso.

Su fachada fue construida en 1537 por Rodrigo Gil de Hontañón, arquitecto de las catedrales de Salamanca y Segovia, fue rematada en 1553 siendo aparejador del misma Pedro de la Cotera. En su elegante decoración trabajaron los entalladores más cualificados de la época y forjaron sus admirables rejas los maestros de la catedral de Toledo Francisco de Villalpando y Ruiz Díaz del Corral. Conserva el Patio de Santo Tomás de Villanueva y el de los Filósofos y el Trilingüe. El Paraninfo y la Capilla Universitaria son las dos únicas construcciones del Colegio Mayor edificadas en tiempos de su fundador. El Paraninfo o Teatro Escolástico, situado en la crujía occidental del Patio Trilingüe, era el lugar destinado a la imposición de grados y donde tenían lugar los solemnes actos académicos. La Capilla de San Ildefonso, es uno de los ejemplos más significativos del denominado 'estilo Cisneros'. Las yeserías de sus muros, donde se mezclan armónicamente motivos ornamentales góticos, mudéjares y renacentistas, y sus artesonados, con decoración policromada de lacería, dotan al conjunto de una gran suntuosidad y convierten a este edificio en uno de los más bellos exponentes de nuestro primer Renacimiento.

#### Portada del Torreón del Archivo General Central del Reino

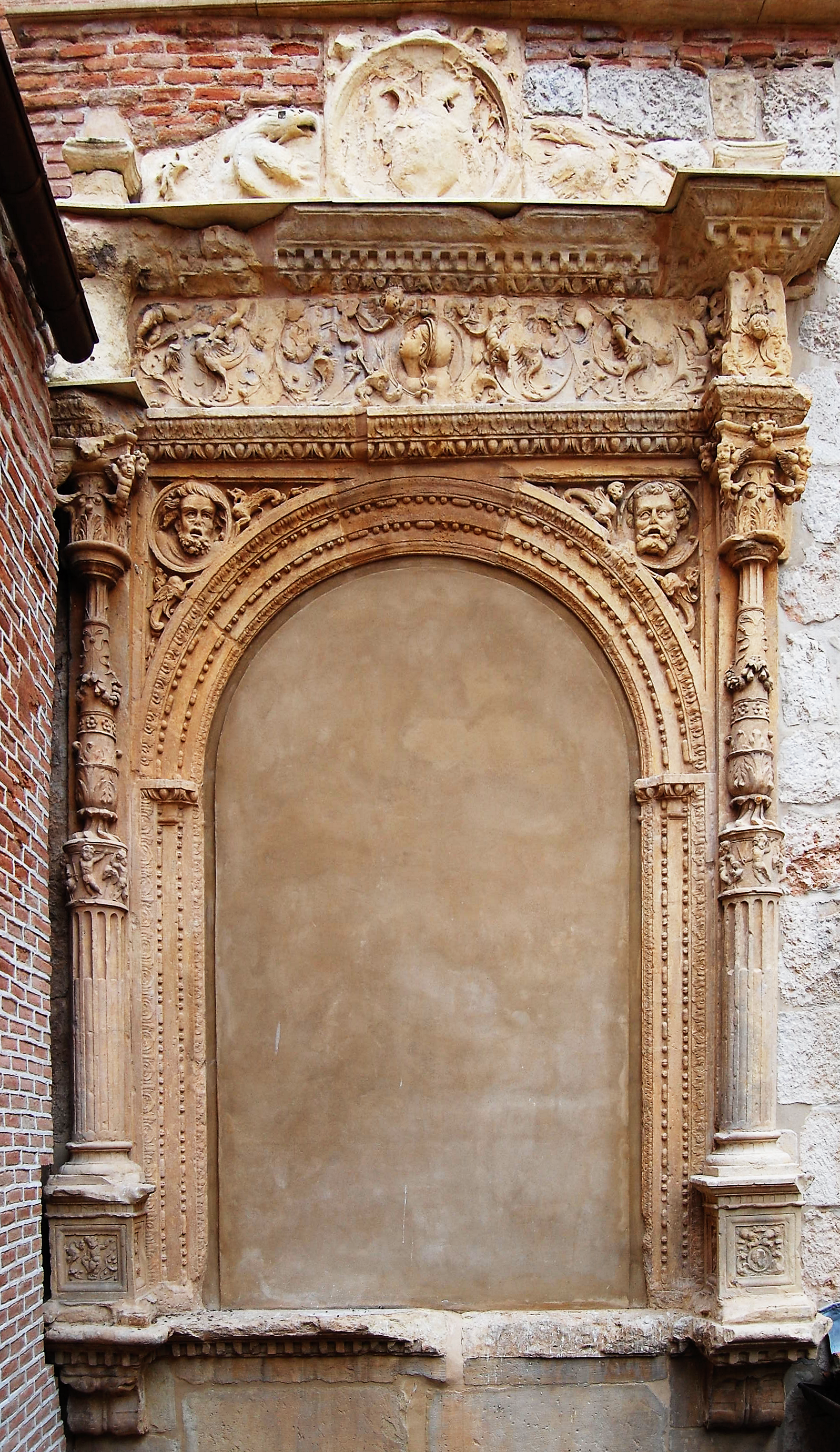
Portada del Torreón del Archivo General Central del Reino.

El Palacio Arzobispal fue erigido en el siglo XIII como palacio-fortaleza de los Arzobispos de Toledo, contando con sucesivas intervenciones de los prelados que solían residir aquí durante largas temporadas. Se engrandeció en el siglo XVI, especialmente durante las prelaturas de Fonseca y Tavera. Llegando a ser el uno de los palacios más suntuosos de España, hasta que gran parte de él desapareció pasto de las llamas en 1939, cuando era el Archivo General Central del Reino. Su torre ochava presenta un pórtico plateresco que fue declarado monumento inmueble el 25 de julio de 1922, con el código RI-51-0000233. Se localiza en la Plaza de las Bernardas n.º 1, y comunicaba el Palacio Arzobispal con el Convento de las Bernardas.

#### Convento de las Bernardas

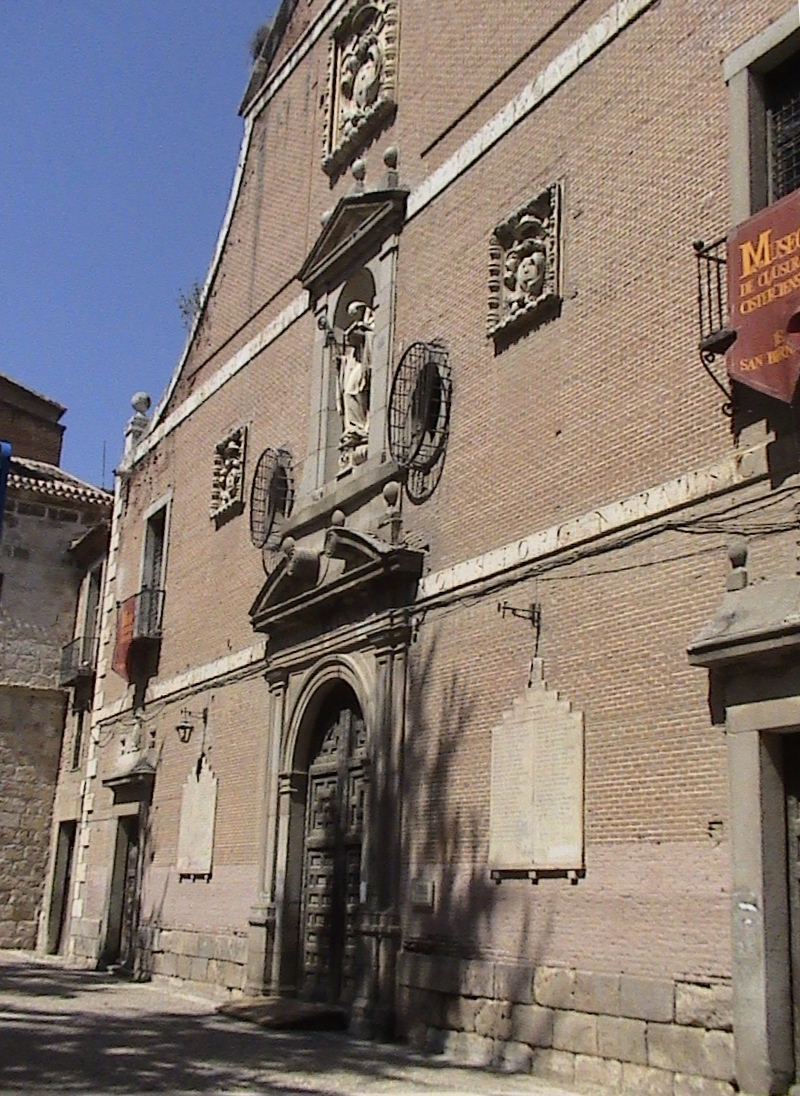
Fachada del Convento de las Bernardas.

Una de las clausuras más importantes de Alcalá de Henares es la del Convento Cisterciense de San Bernardo, fundado en 1613. El mecenas de la obra fue el Cardenal y Arzobispo de Toledo Bernardo de Sandoval y Rojas. El convento sufrió un importante incendio en 1939, por lo que se siguen realizando obras de restauración.
Las trazas del edificio son del arquitecto Juan Gómez de Mora. Su fachada corresponde al clásico modelo del barroco complutense, en el que se combina el empleo del ladrillo como material constructivo con la piedra de las portadas; la hornacina central con la imagen del titular, los grandes escudos del fundador, y una imposta que recorre los diferentes cuerpos con inscripción. La iglesia, de planta oval, cuenta con seis capillas, de las que las diagonales repiten a menor escala el modelo del gran espacio central, cubierto por una soberbia cúpula igualmente oval, la mayor en su género hecha en España.
En su interior destaca su Museo de Arte Religioso. Con una importante colección de pintura italiana del siglo XVII, obra del maestro Angelo Nardi. Destaca la originalidad de crear en la iglesia un retablo exento o baldaquino, alzado por Francisco Bautista. El Arca de Plata y Ébano de Carlos V, mandada realizar por su hijo Felipe II, con bellos repujados que representan escenas victoriosas del emperador. El sillón del cardenal Sandoval, en la que se mezcla la ebanistería con la joyería, enriqueciéndose la pieza con la incrustación de cristales de roca decorados como si fueran piedras preciosas.

#### Palacio arzobispal de Alcalá de Henares

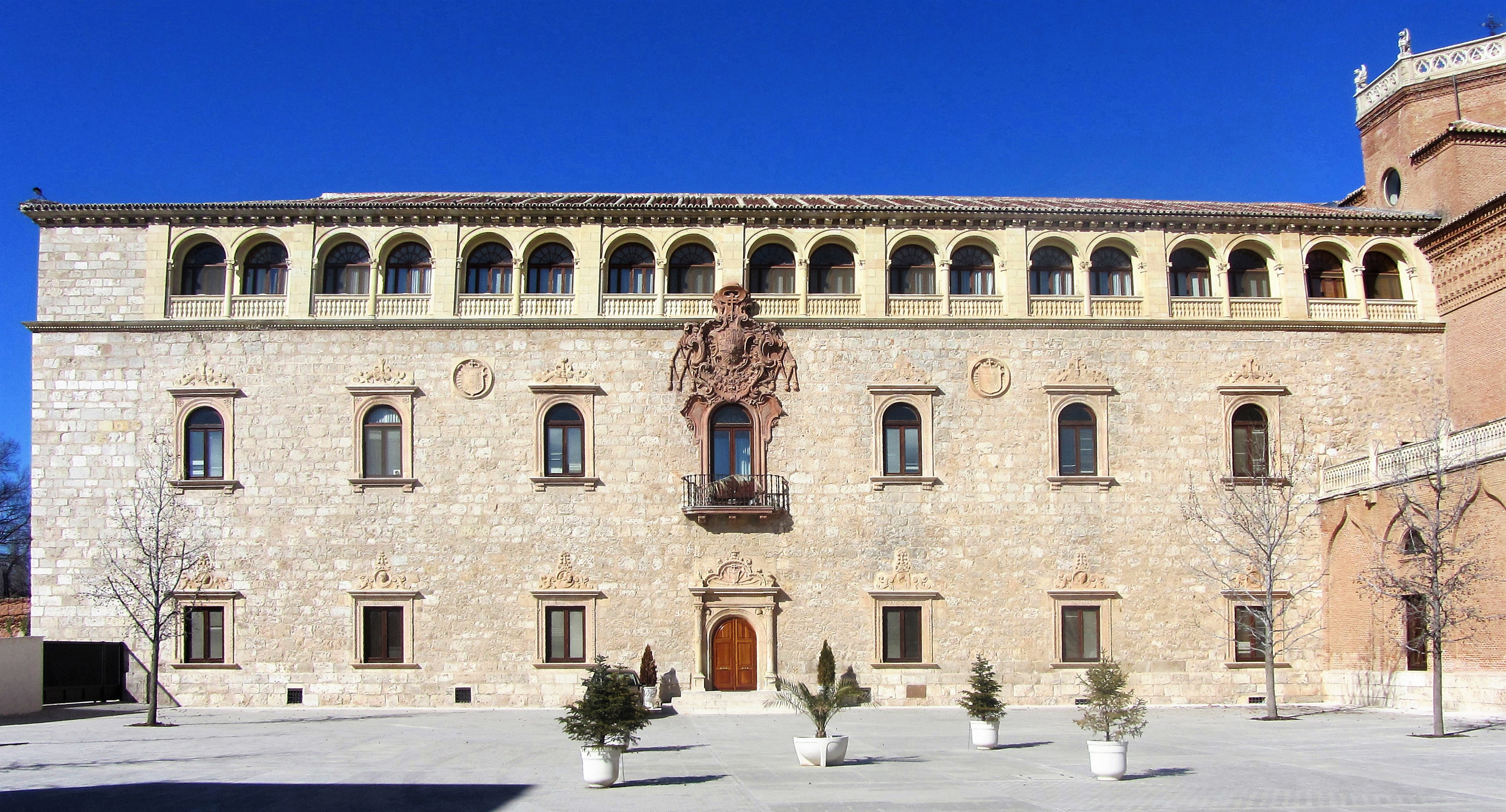
Fachada del Palacio Arzobispal de Alcalá de Henares.

Primero fue una fortaleza mudéjar mandada construir por Rodrigo Jiménez de Rada en 1209, ha sufrido varios incendios y destrucciones, y ha sido remodelado en varias ocasiones hasta la actualidad. En 1308 se reunieron los reyes Fernando IV de Castilla y Jaime II de Aragón para acordar y firmar el Tratado de Alcalá de Henares por el cual se repartían los territorios conseguidos a las taifas andalusíes durante la llamada Reconquista. En este Palacio-fortaleza se celebró la primera entrevista entre la reina Isabel I de Castilla con Cristóbal Colón para financiar el viaje a las Indias. Actualmente es la sede de la Diócesis de Alcalá de Henares, y forma parte del conjunto monumental declarado Patrimonio de la Humanidad por la UNESCO.
De este suntuoso palacio hoy en día sólo nos ha llegado su fachada renacentista. Fue residencia de los Arzobispos de Toledo y en él nació la reina inglesa Catalina de Aragón y el Emperador Fernando de Austria, siendo e l acontecimiento más trascendental que se produjo en él la primera entrevista entre Cristóbal Colón y los Reyes Católicos. Actualmente es sede del obispado de Alcalá. Fue sucesivas veces residencia real y lugar de celebraciones de Concilios y Cortes.
Destacan los dos torreones de la plaza de armas, junto con el Salón de concilios del estilo Gótico-Mudéjar y el edificio principal del que sobresale un escudo barroco borbónico del Cardenal Infante. Cada Arzobispo se encargó de engrandecerlo, aunque no todo ha llegado a nosotros como las edificaciones del Cardenal Fonseca de estilo plateresco con un magnífico patio y escalera. Hasta 1939 fue Archivo General del Reino, como continuación de los depósitos de Simancas.

#### Ermita del Cristo de los Doctrinos

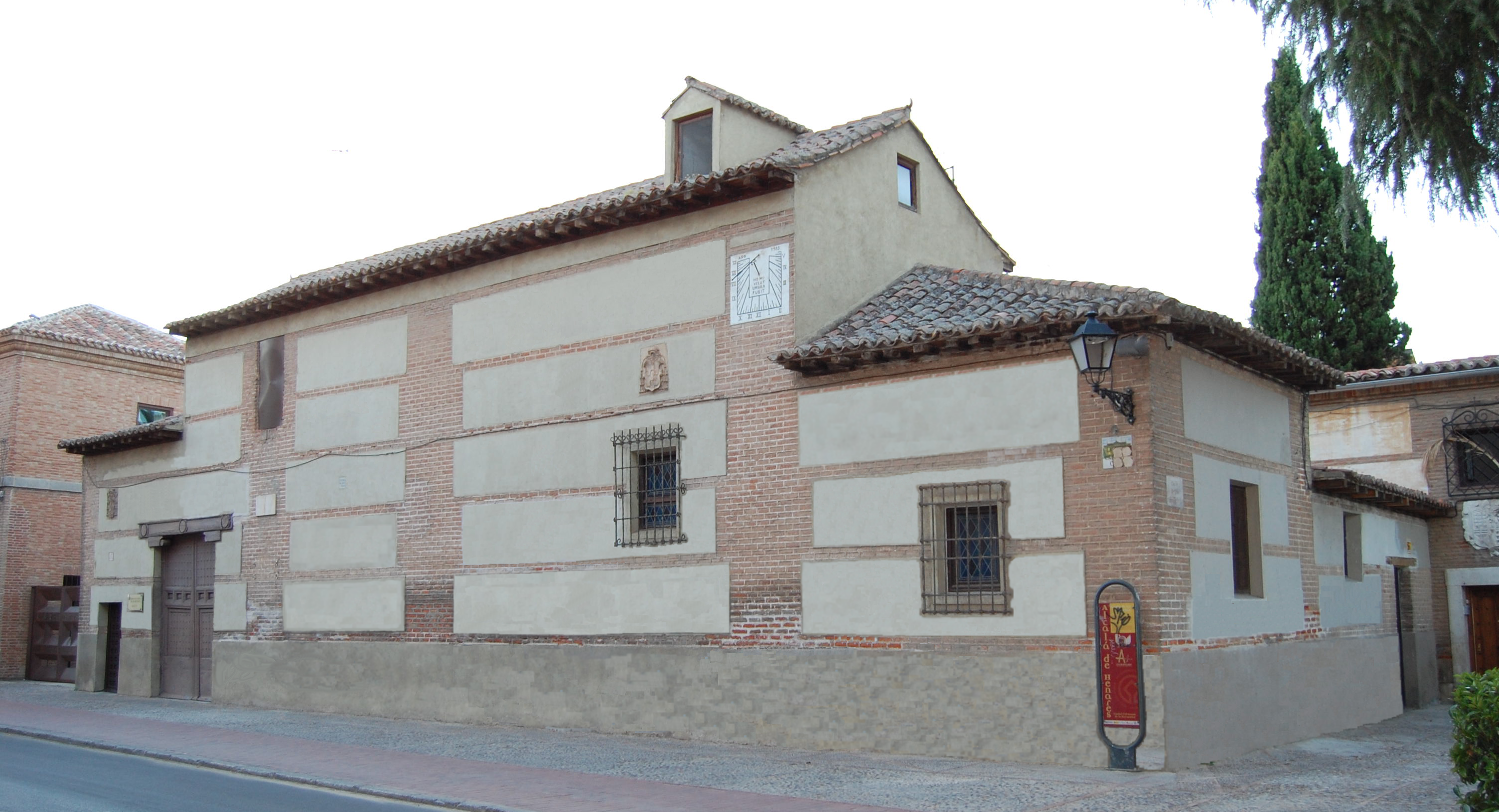
Ermita del Cristo de los Doctrinos

La Ermita Universitaria del Santísimo Cristo de los Doctrinos se encuentra al final de la calle Colegios. Una arquitectura popular que enlaza con el más puro barroco madrileño nos abre el paso a una recoleta capilla en la que se puede contemplar el extraordinario Cristo de los Doctrinos, obra manierista del jesuita Domingo Beltrán, discípulo de Miguel Ángel, además de una excelente colección de arte religioso de los siglos XVI y XVII.
En 1942 fue declarado monumento inmueble del patrimonio histórico español. En el registro de Bienes de Interés Cultural consta con el código: RI-51-0001113.

#### Recinto amurallado de Alcalá de Henares

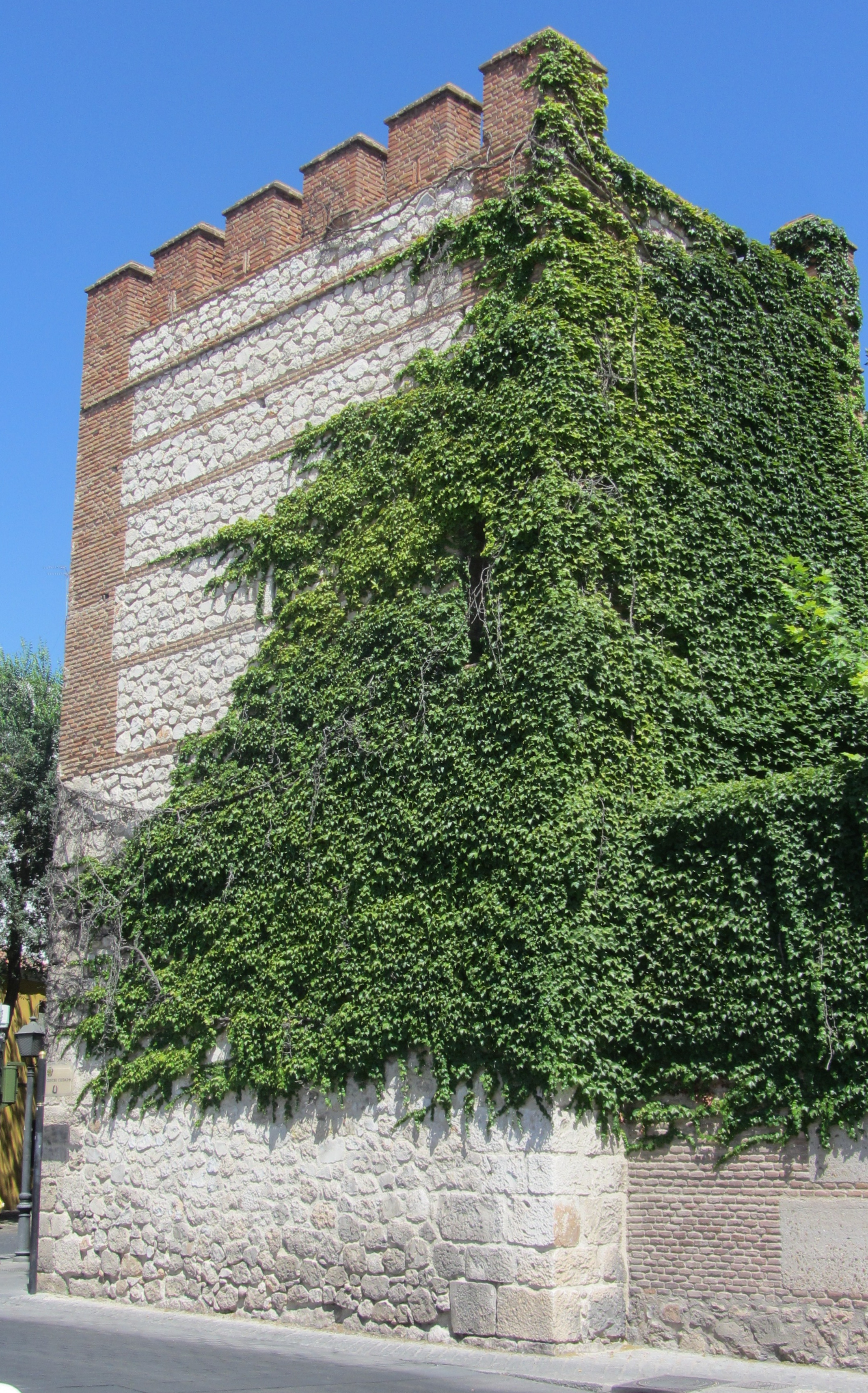
Torre nº 12 del recinto amurallado.

En el año 1118 el Arzobispo de Toledo, ganó la plaza a los musulmanes. Entre los siglos XII y XIII se comenzó la construcción de un nuevo recinto amurallado, que llegó a tener 22 torres en el siglo XIV (hoy se conservan 16), en torno al Palacio Arzobispal. Tras la conquista, la villa conoció una etapa de prosperidad económica, gracias a los privilegios para hacer ferias de ganado que concedieron los reyes Alfonso VIII y Alfonso X.
Sus 22 torres originales eran de planta cuadrada, excepto la situada en la calle Andrés Saborit, de planta semicircular. En el interior del recinto amurallado se encuentra la Huerta del Obispo, lugar de culto y recreo para la antigua corte arzobispal.
Actualmente sólo se conserva el tramo comprendido entre el Arco de San Bernardo y la Puerta de Madrid. El Arco de San Bernardo, de sencilla factura de ladrillo, fue construido en el siglo XVII. La Puerta de Madrid fue construida en 1778 y tiene cierta semejanza con la puerta de Alcalá de Madrid.

#### Palacio Laredo

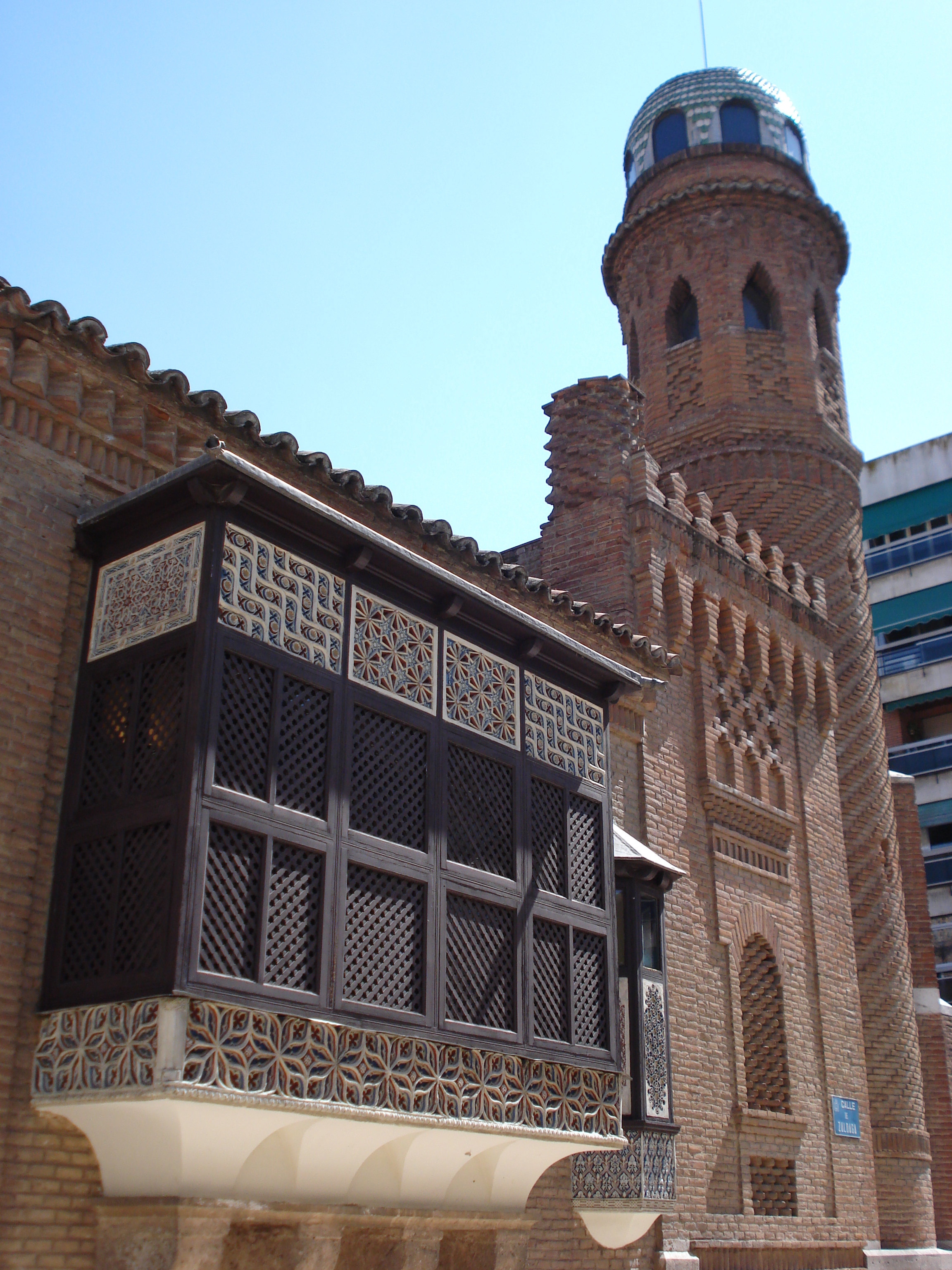
Minarete del Palacio Laredo.

También denominado Hotel o Palacete Laredo, o Quinta La Gloria. Fue construido por Manuel José Laredo, entre 1880 y 1882, como vivienda particular en estilo neomudéjar con decoración interior en yeserías y azulejos de inspiración oriental, como el minarete con reloj que asoma al exterior.
Fue vendido por su propietario en el año 1895, que luego marchó a vivir a Madrid. Durante mucho tiempo estuvo destinado a hotel, por lo que también es conocido como Hotel Laredo. 
En los años ochenta fue rehabilitado por la arquitecta Genoveva Christoff Secretan, para convertirse en la actualidad en la sede del Museo Cisneriano y del Centro Cisneriano de Investigación. Alberga una colección de antiguos documentos de la Universidad de Alcalá, entre los que destacan una edición original de la Biblia Políglota Complutense, y la Biblia Políglota de Amberes.

#### Ermita de Santa Lucía

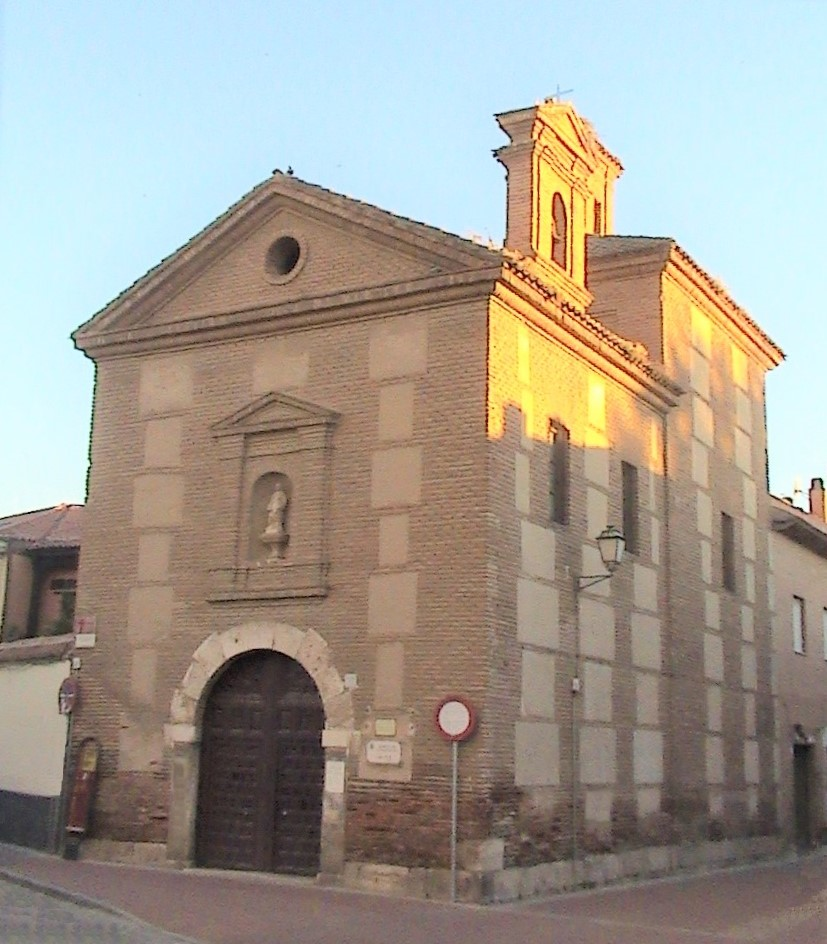
Entrada principal de la Ermita de Santa Lucía.

La Ermita de Santa Lucía fue lugar de reunión del Concejo hasta 1515. La actual edificación, barroca, data del siglo XVII. 
El nombre de la calle de las tercias tiene su origen en el hecho de que allí se situaba el lugar donde se cobraban los diezmos de
la Iglesia, de los que un tercio era para el Rey.

#### Ermita de San Isidro Labrador

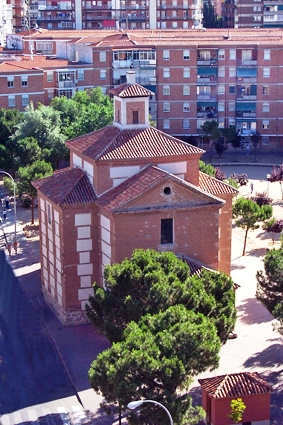
Ermita de San Isidro.

Fundada en 1650 sobre el terreno de las antiguas «eras de San Isidro», al nordeste de la ciudad de Alcalá. El edificio estuvo a cargo de la Cofradía de San Isidro, llamada posteriormente Hermandad de Labradores, hasta convertirse en 1967 en parroquia.
El edificio, obra representativa del barroco madrileño, está construido en fábrica de ladrillo visto con paramentos, en los que se alternan cajones de tapial y verdugadas de ladrillo organizada, mediante el aparejo toledano; zócalo de piedra y cubierta de teja cerámica curva sobre estructura de madera. Exteriormente se caracteriza por lo bien organizado de sus volúmenes con una dominante que corresponde al cuerpo cuadrangular que envuelve la cúpula sobre pechinas con linterna y cupulín que se remata con bola de cobre, veleta y cruz de hierro.
La ermita es de planta de cruz griega, con bóveda de cañón en los brazos y bóveda de cañón con lunetos en nave y cabecera. En el crucero, cúpula sobre pechinas con linterna y cupulín. La decoración interior se lleva a cabo con pilastras cajeadas con capiteles tipo toscano. Sencillo entablamento rematado en cornisa con mutilos pareados en arranque de bóvedas y cúpula. Pechinas con decoración de moldura ovalada sobre ménsula. Cúpula con bandas cajeadas. 
En el altar hay una pintura mural realizada por Manuel José Laredo en 1885 que simula un retablo neoclásico en forma de templete, con representación de la Inmaculada Concepción, acompañada lateralmente por San Antonio y Santa Bárbara. En el centro de la zona inferior, hornacina con una imagen de San Isidro moderna.

#### Manzana Fundacional Cisneriana de la Universidad de Alcalá

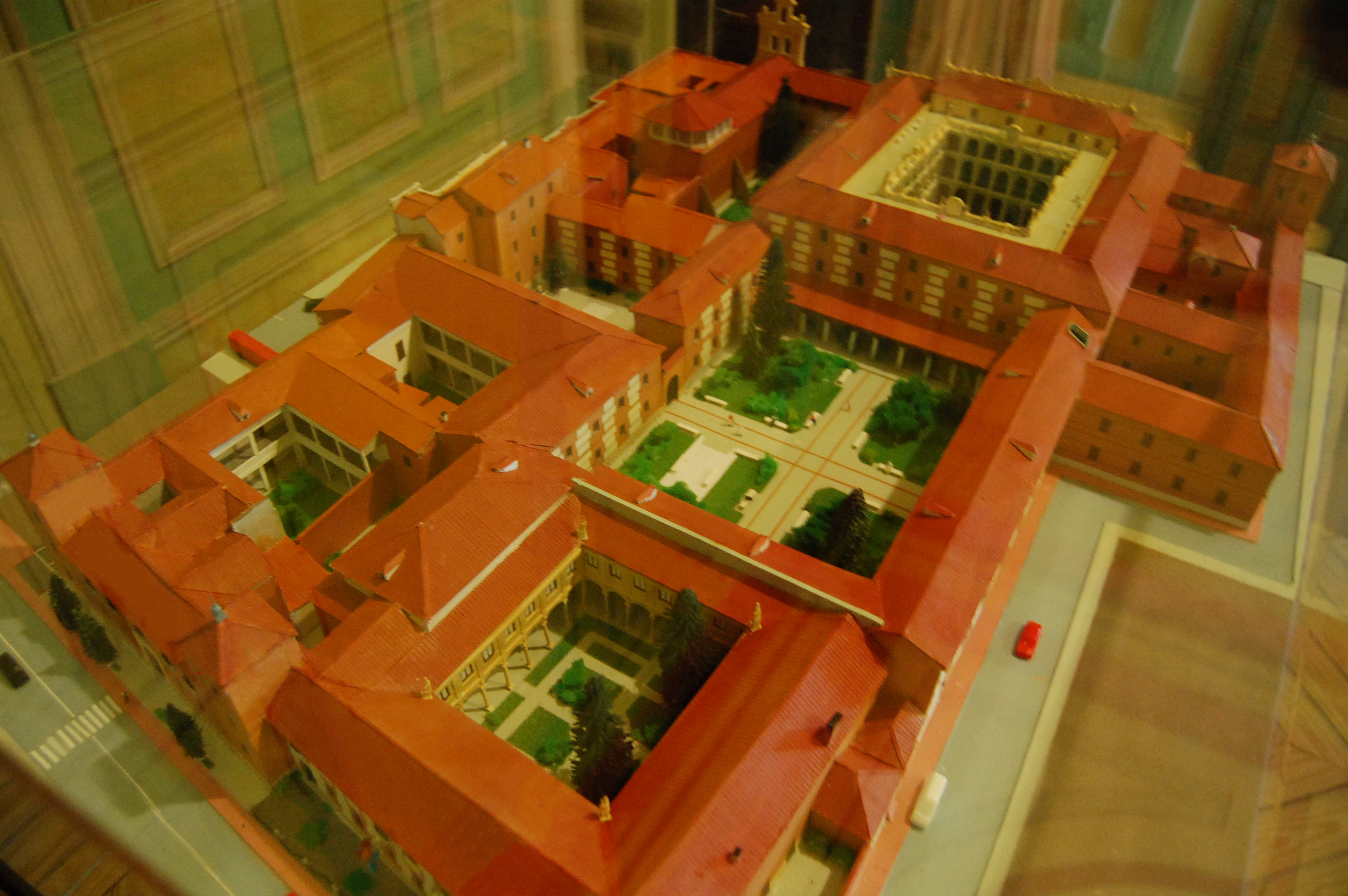
Maqueta de la Manzana Fundacional Cisneriana de la UAH.

La manzana cisneriana forma parte del casco histórico de Alcalá de Henares. El Cardenal Cisneros la proyectó en 1499 al fundar la ciudad universitaria de Alcalá. El arquitecto Pedro Gumiel fue el encargado de su diseño, mediante una estructura ortogonal con distribución en "islas" (manzanas). La ciudad universitaria se construyó en la zona este del recinto amurallado de la ciudad, tras su segunda ampliación. En ella se instalaron varios colegios universitarios, así como una serie de edificios auxiliares: viviendas para los profesores, imprentas y librerías, cárcel, carnicería, etc. El 12 de marzo de 2019 fue declarada Bien de Interés Cultural, en la categoría de monumento, por ser un conjunto de edificios con un gran valor histórico, arquitectónico y artístico. En la actualidad cuenta con 12 edificios construidos entre los siglos XVI al XX: el Colegio Mayor de San Ildefonso (actual Rectorado), la Capilla de San Ildefonso, el Colegio menor de San Pedro y San Pablo (actual Gerencia de la Universidad), el Colegio menor de San Jerónimo o Trilingüe, el Paraninfo de la Universidad, el Patio de Filósofos o Corral de Continuos, el Colegio menor de la Madre de Dios o de los Teólogos (actual Colegio de Abogados), el Colegio menor de Santa Catalina o de los Artistas y Físicos, la Hospedería de Estudiantes del Colegio Mayor (actual sede de la Cruz Roja), el Círculo de Contribuyentes o casino (del siglo XIX), el antiguo Hotel Cervantes (del siglo XX) y el edificio neo-mudéjar de la plaza de Cervantes n.º 8.

### Zonas arqueológicas
"Es el lugar o paraje natural donde existen bienes muebles o inmuebles susceptibles de ser estudiados con metodología arqueológica, hayan sido o no extraídos y tanto si se encuentran en la superficie, en el subsuelo o bajo las aguas territoriales españolas."

#### Castillo de Alcalá la Vieja

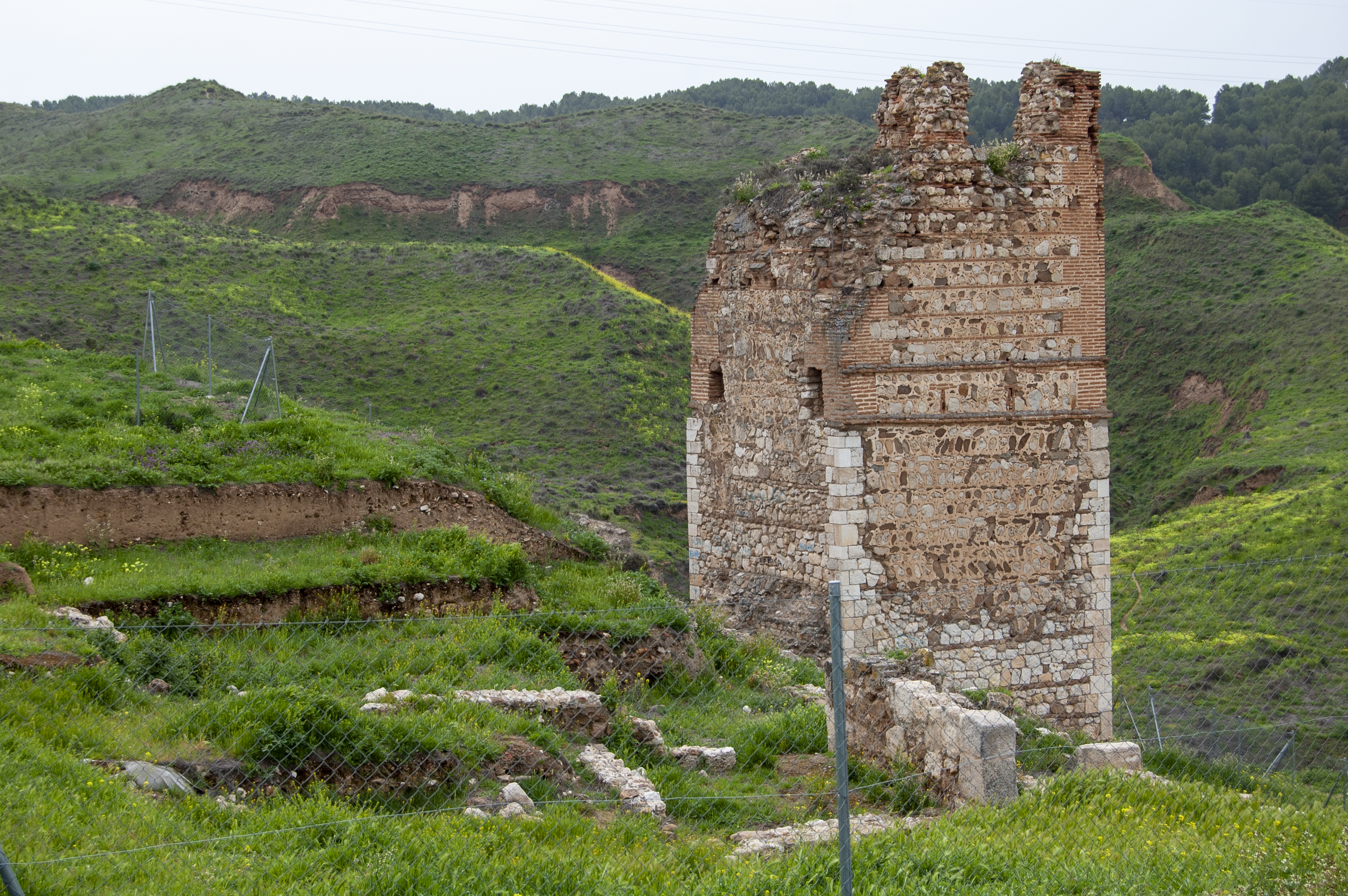
Torre albarrana de la antigua fortaleza musulmana.

Fortaleza medieval, levantada por los musulmanes, cuyas primeras referencias datan del siglo X. De la antigua fortificación, sólo se mantienen en pie una torre defensiva, recientemente restaurada, y distintos restos de algunos torreones, que se encuentran en estado ruinoso.
El castillo de Alcalá la Vieja fue, en un principio, una simple atalaya, que los musulmanes construyeron, posiblemente en el siglo IX, para defender el camino fluvial del Henares, ante el avance de los reinos cristianos por tierras de Al-Ándalus. La torre-vigía fue erigida en un enclave estratégico, en lo alto de una colina y en la orilla sur del río Henares, que actuaba como frontera natural.
Alrededor de esta atalaya, fue articulándose un caserío fortificado —conocido como Qal'at'Abd al-Salam—, que desplazó, hasta dejarlo prácticamente abandonado, al primitivo núcleo urbano de Complutum, fundado por los romanos. Éste estaba emplazado al otro lado del río y, por tanto, mostraba un grado de vulnerabilidad mucho mayor ante los posibles ataques, que provenían del norte.
En 1118 Qal'at'Abd al-Salam fue reconquistado, lo que permitió la recuperación del asentamiento urbano original. Pese a ello, la fortaleza levantada por los musulmanes continuó desempeñando un relevante papel durante el proceso de repoblación, que se extendió hasta el siglo XV. Prueba de ello son las reformas emprendidas en el castillo entre los siglos XIV y siglo XV; las más importantes fueron las impulsadas por Pedro Tenorio, arzobispo de Toledo. En los siglos posteriores, la fortaleza fue poco a poco perdiendo importancia, hasta ser abandonada por completo y quedar en ruinas.

#### Ciudad Romana de Complutum

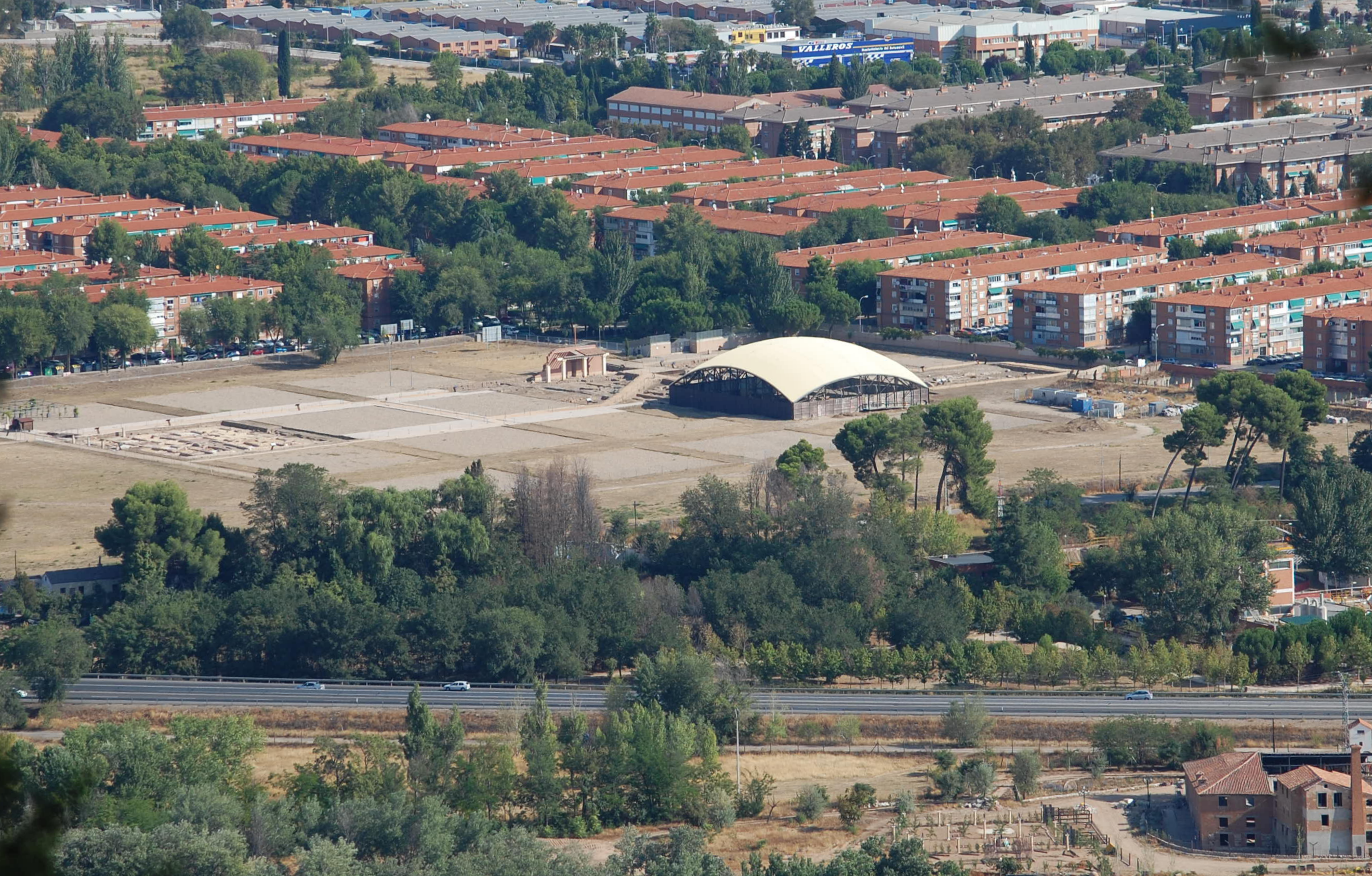
Vista general del yacimiento de Complutum. Destaca la cúpula protectora de la Casa de los Grifos.

El yacimiento arqueológico de Complutum es un conjunto de restos de la antigua Complutum, la ciudad romana sobre la que hoy se asienta Alcalá de Henares, en la Comunidad de Madrid. Se localiza entre la calle del Juncal y el cauce del río Henares, en el extremo sur occidental de la actual ciudad (40°28′25″N 3°23′12″O / 40.4737, -3.3866849). En 1988 fue declarado bien de interés cultural por la Dirección General de Patrimonio Cultural de la Consejería de Cultura de la Comunidad Autónoma de Madrid.
Desde el 6 de agosto de 2008 una parte importante de sus instalaciones se han abierto al público, como museo al aire libre integrado en la Red de yacimientos visitables de la Comunidad de Madrid.
Al noroeste del yacimiento principal se localiza la casa de Hippolytus, un antiguo Colegio de los Jóvenes de Complutum. Es el primer yacimiento arqueológico musealizado de la Comunidad de Madrid, y uno de los pocos colegios de jóvenes de época romana conocidos en España. Del conjunto, construido a finales del siglo III, destaca el magnífico mosaico realizado por el maestro musivario Hippolytus, que da nombre a la casa, en el que se plasma una escena de pesca con una variada representación de la fauna del Mar Mediterráneo.

#### Villa romana de El Val

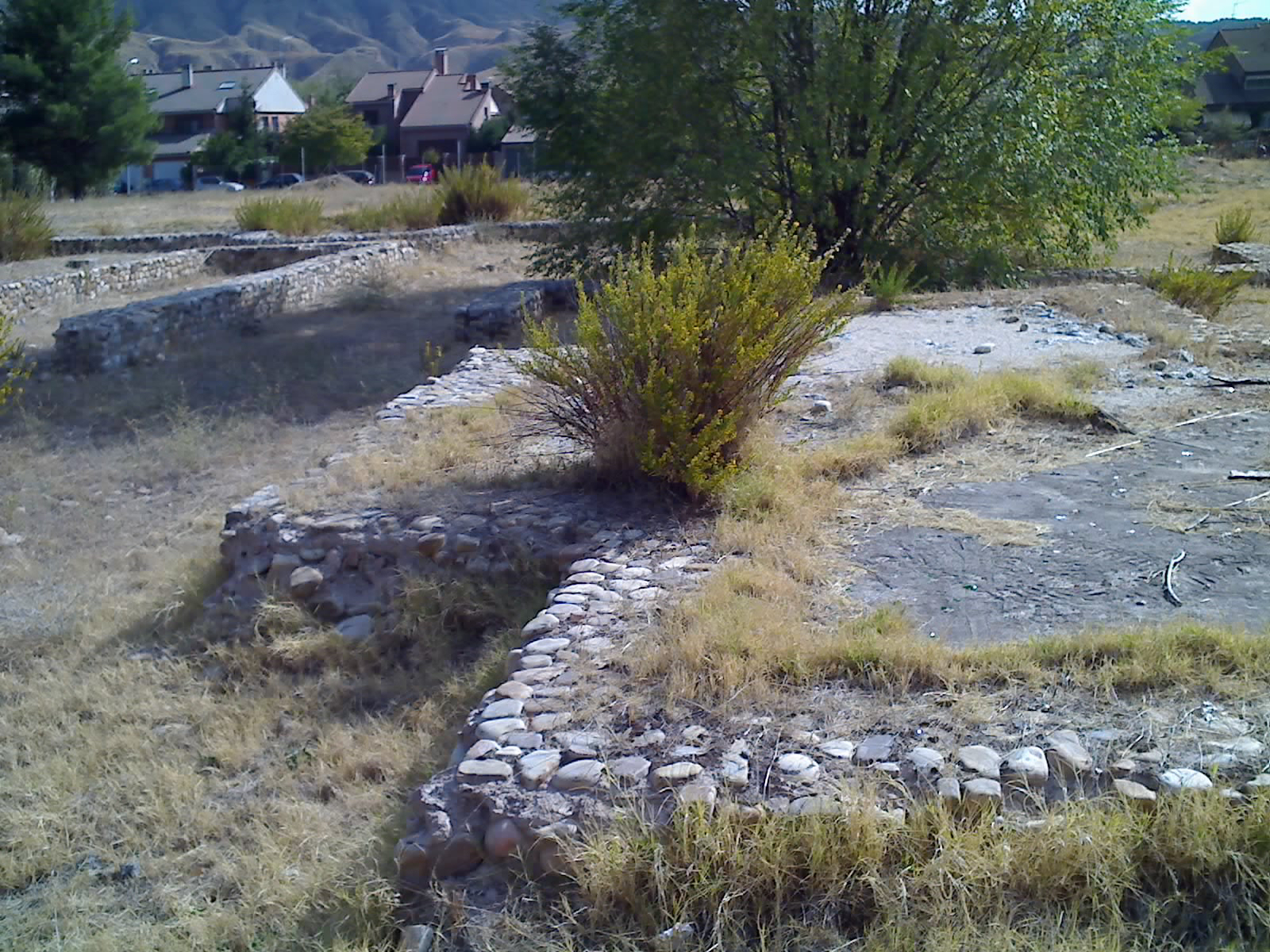
Detalle del yacimiento de la Villa romana de El Val.

La Villa romana de El Val se dedicaba principalmente a la cría de caballos para las carreras de cuadrigas, en ella se aprecia un interesante conjunto palacial con dependencias agropecuarias en el que destaca el Mosaico del Auriga.

### Bienes de interés patrimonial
Forman un "conjunto de bienes el grupo de obras ligadas por afinidades artísticas, temáticas, funcionales o de contexto que hayan sido producidas para el mismo emplazamiento a partir de un solo impulso creador o mediante la colaboración de varios artistas."

#### Museo Casa Natal de Cervantes

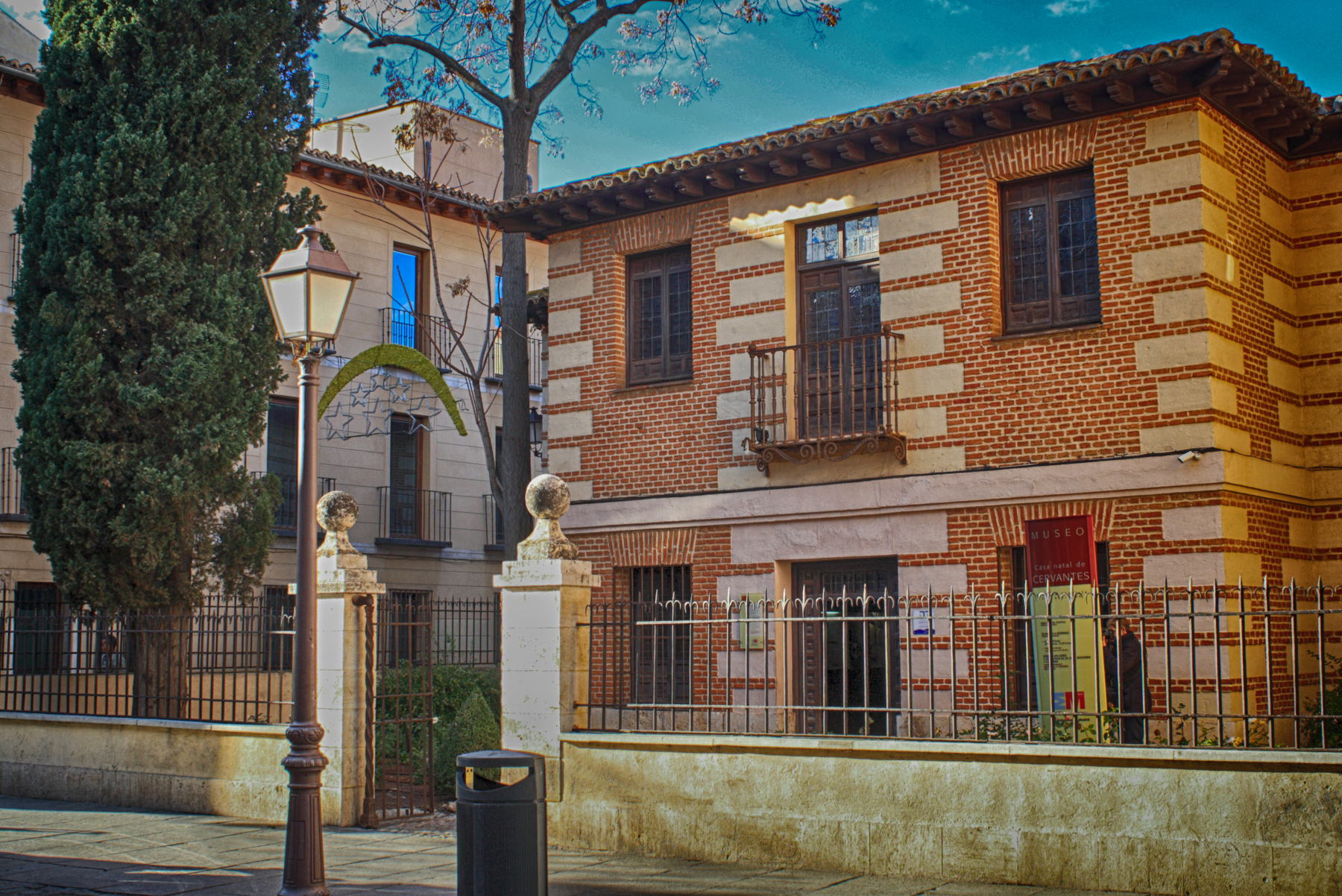
Fachada de la Casa Natal de Cervantes.

Inaugurado el 9 de octubre de 1956 como museo, al reconstruir la finca original de la casa natal de Miguel de Cervantes. Mediante el Real Decreto 680/1985, de 19 de abril, la Casa Natal de Cervantes fue transferida a la Comunidad de Madrid. Posee una colección de mobiliario de los siglos XVI y XVII, cerámica y objetos de la vida cotidiana de los siglos XV, XVI y XVII, así como una selección de ediciones cervantinas. Nos recrea la vida cotidiana de una familia acomodada en España, durante los siglos XVI y XVI.

#### Museo Arqueológico Regional de la Comunidad de Madrid

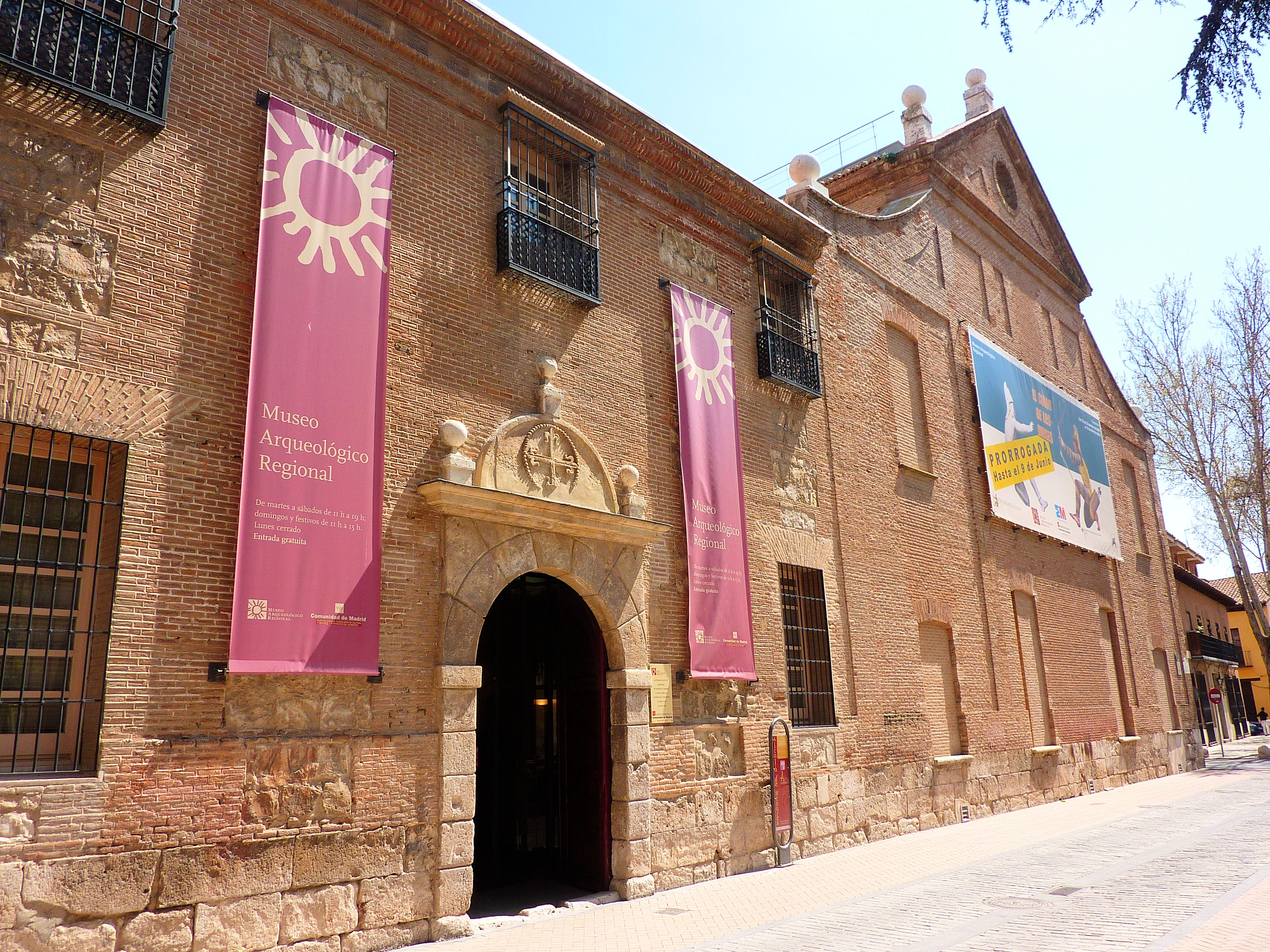
Actual Museo Arqueológico Regional de la Comunidad de Madrid, en el antiguo Convento Dominico de la Madre de Dios.

El museo fue creado el 27 de noviembre de 1997 mediante un Decreto del Consejo de Gobierno de la Comunidad de Madrid, a raíz del traspaso que se había hecho en 1985 a las comunidades autónomas de las competencias estatales en arqueología. Tiene su sede en Alcalá de Henares, ocupando el edificio del antiguo Colegio Convento dominico de la Madre de Dios, junto al Palacio arzobispal y el Convento de San Bernardo. Su inauguración tuvo lugar el 25 de mayo de 1999.

#### Quiosco de la música de la plaza de Cervantes

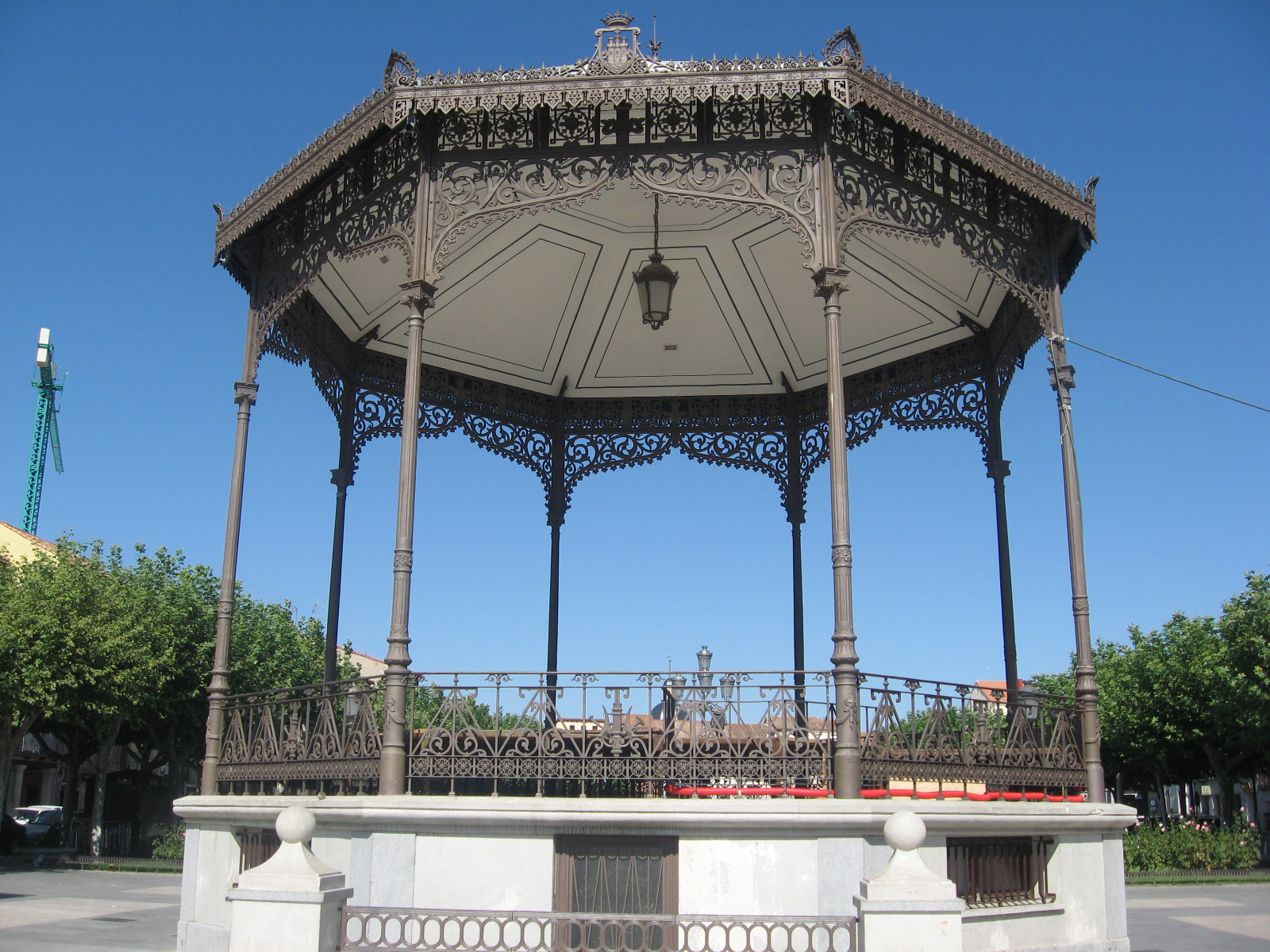
Quiosco de la música de la plaza de Cervantes.

Inaugurado en 11 de abril de 1898 en la plaza de Cervantes. Fue diseñado por el arquitecto municipal Martín Pastells. Es de planta octogonal de unos 10 metros de diámetro, con ocho columnas en cuyas basas aparece grabado el nombre de la fundición “LEBRERO MADRID”. Todo ello se asienta sobre un zócalo sobre elevado, que actualmente dispone de dos puertas. Su estructura y decoración es de hierro forjado, presentando en cada frente de la barandilla alegorías a la música, mediante una lira y dos trompetas. Y en la parte superior, muestra cuatro escudos de la ciudad con la corona real. La cubierta dispone de un tejado a base de rombos de zinc, y culmina con un remate en forma de aguja. Su función principal son los conciertos musicales, pero también ha servido para representaciones teatrales, mítines políticos, ceremonias religiosas y programas radiofónicos. El 22 de septiembre de 2001 fue reinaugurado tras una cuidadosa restauración.

### Patrimonio industrial

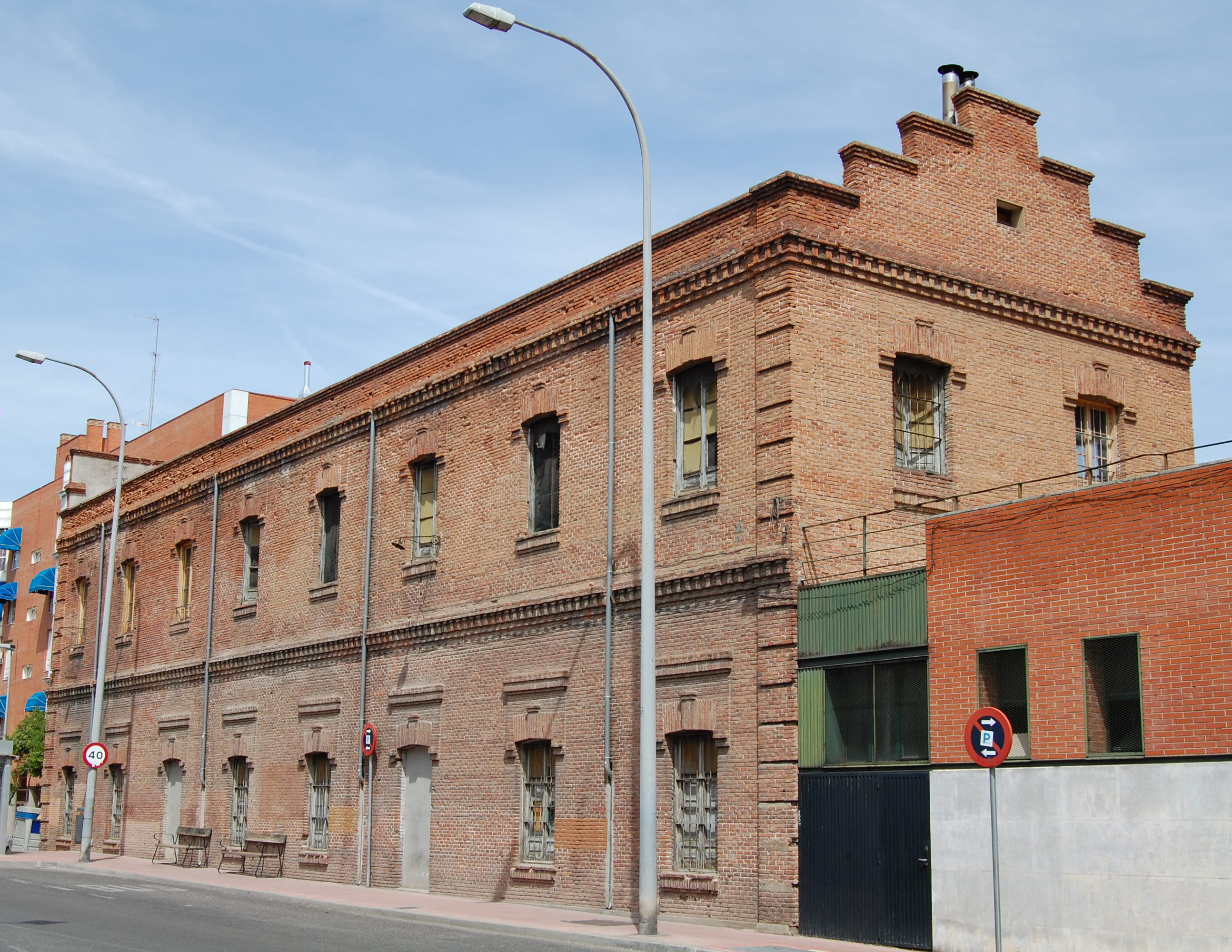
Antigua fábrica de harinas "La Esperanza" (1916).

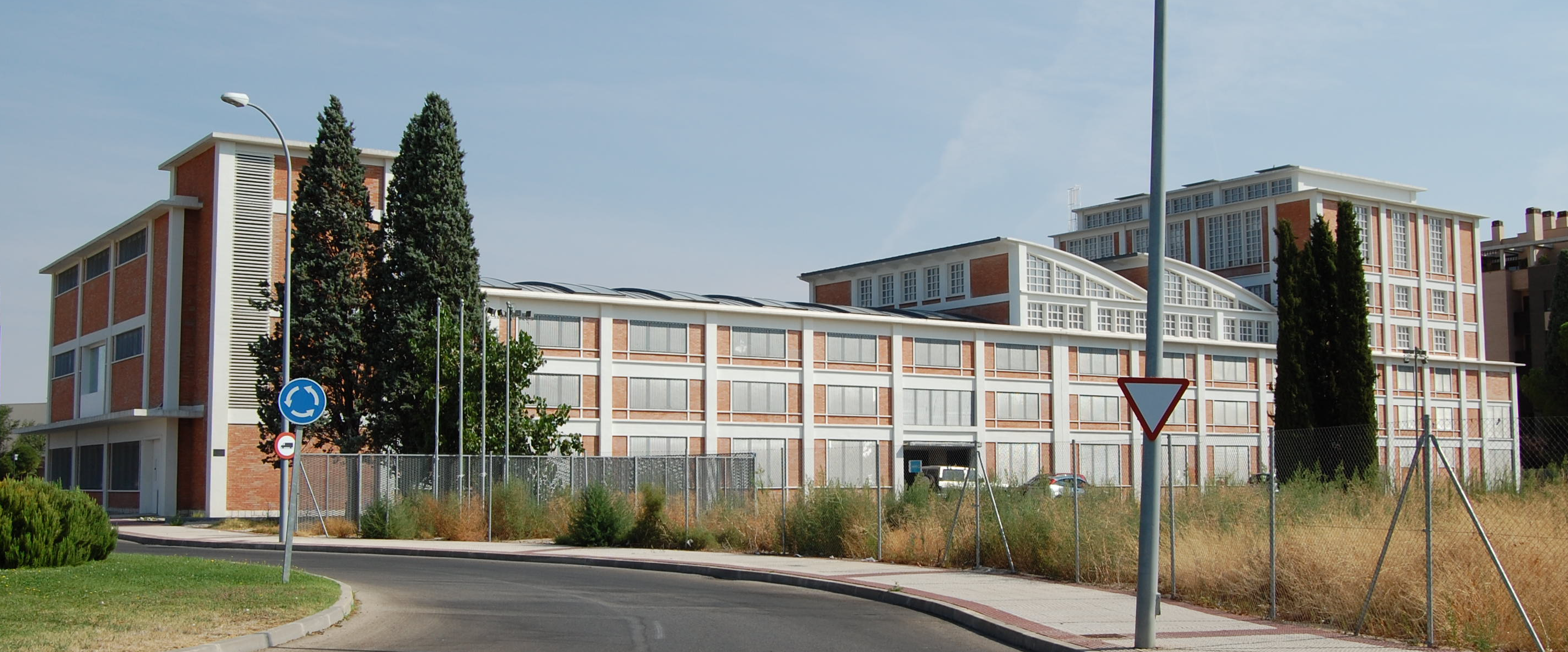
Antigua fábrica de Perfumería Gal en Alcalá de Henares (1960).

Entre los siglos XIV y XVI se establecieron cinco molinos fluviales harineros en Alcalá de Henares, sobre canales que recogían el agua a partir del cauce del río Henares. Actualmente están abandonados y en ruina el molino del puente del Zulema o de la isla de los García, el molino de la finca o de la isla de las Armas, y el molino del Colegio o Borgoñón; y totalmente destruido el molino de la Esgaravita y el de Cantarranas. Del siglo XIX, en estilo neomudéjar, es el Matadero Municipal construido en 1839.
De la primera mitad del siglo XX es la Fábrica de harinas "La Esperanza", fundada por Sergio Real Hernández en 1916, que está incluida en el Catálogo del Patrimonio Industrial de España y ha sido declara Bien de Interés Cultural por la Comunidad de Madrid en la categoría de Interés Industrial. Y las industrias de producción cerámica, ubicadas al sur del casco urbano. 
Durante la segunda mitad del siglo XX la ciudad se industrializó rápidamente, siendo referentes arquitectónicos de ese periodo fábricas como: "Forjas de Alcalá" siderúrgica de 1945, "Sanitarios Roca" de 1958 del arquitecto José de Azpiroz, "Perfumería Gal" diseñada por Manuel Sainz de Vicuña y García-Prieto en 1960, y "Caramelos Fiesta" de los arquitectos Alfonso Fernández Castro y Manuel Guzmán Folgueras construida en 1966. Las tres últimas se encuentran catalogadas en el inventario de 
obras relevantes del Movimiento Moderno por el Comité Internacional DOCOMOMO.

## Patrimonio mueble de Alcalá de Henares
Destaca sobre todo por su patrimonio bibliográfico y documental:
- Fuero Viejo de Alcalá de Henares, promulgado por Rodrigo Jiménez de Rada en 1235.
- Bulas del papa Alejandro VI por las que autoriza la fundación de un Colegio universitario en Alcalá, del 13 de abril de 1499.
- Vita Christi traducido por Fray Ambrosio Montesino. Primer libro impreso en Alcalá de Henares, por Estanislao Polono en 1502.
- El Fuero Nuevo de Alcalá de Henares, concedido por el  cardenal Cisneros en 1509.
- Constituciones de la Universidad de Alcalá del 22 de enero de 1510.
- Biblia Políglota Complutense publicada en 1520
- Partida de bautismo de Miguel de Cervantes de 1547.
- La primera edición de La Galatea, publicada en 1585.
- El Convenio Multidepartamental de Alcalá de Henares, firmado el 31 de enero de 1985.
- Declaración de Patrimonio de la Humanidad por la UNESCO a la "Universidad y Recinto Histórico de Alcalá de Henares", el 2 de diciembre de 1998.

## Patrimonio inmaterial de Alcalá de Henares

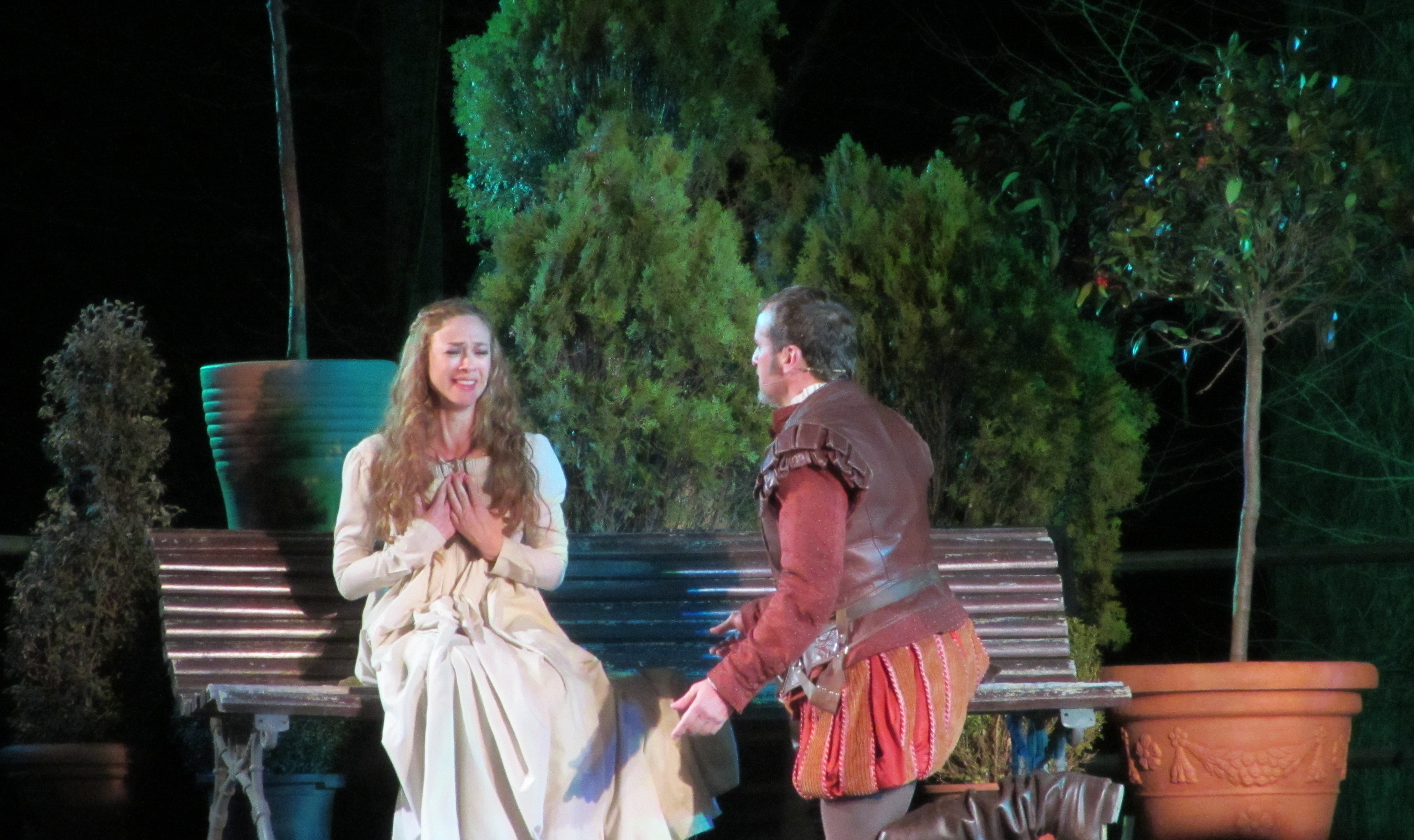
Don Juan en Alcalá.

Como parte de los bienes culturales vivos intangibles de la ciudad complutense, tiene declaradas tres Fiestas de Interés Turístico Nacional:
- El Don Juan en Alcalá es la representación teatral del Don Juan Tenorio, según la obra de José Zorrilla, celebrada en Alcalá de Henares. Se interpreta anualmente, desde 1984, en el fin de semana más cercano al día uno de noviembre de cada año. Fue declarada Fiesta de Interés Turístico Regional en el año 2002, y en 2018 Fiesta de Interés Turístico Nacional.[91][92]

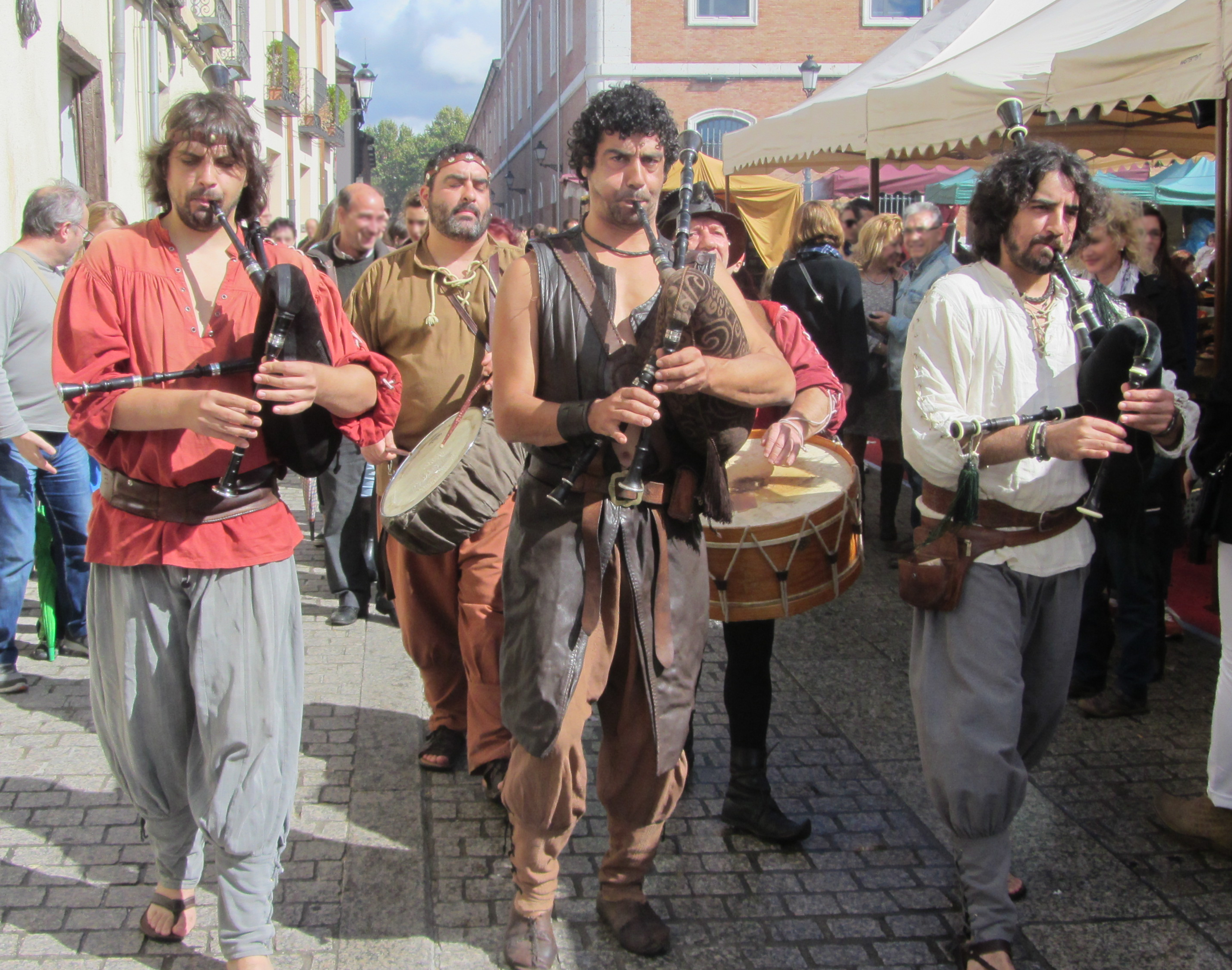
Semana Cervantina.

- La Semana Cervantina de Alcalá de Henares es una conmemoración en honor a Miguel de Cervantes. Se celebra anualmente, con actos culturales y lúdicos, en la semana en torno al 9 de octubre, fecha del bautismo de Miguel de Cervantes en Alcalá de Henares. Fue declarada Fiesta de Interés Turístico Regional en el año 2002, y en 2018 Fiesta de Interés Turístico Nacional.[93][94]

- La Semana Santa en Alcalá de Henares es la conmemoración anual de la pasión, muerte y resurrección de Jesucristo, entre el Domingo de Ramos y el Domingo de Resurrección. Esta manifestación de religiosidad popular católica es llevada a cabo por hermandades y cofradías, algunas con varios siglos de historia. En 2004 fue declarada Fiesta de Interés Turístico Regional por el Consejo de Gobierno de la Comunidad de Madrid[95] y en junio de 2019 fue declarada Fiesta de Interés Turístico Nacional.[96]

## Patrimonio natural

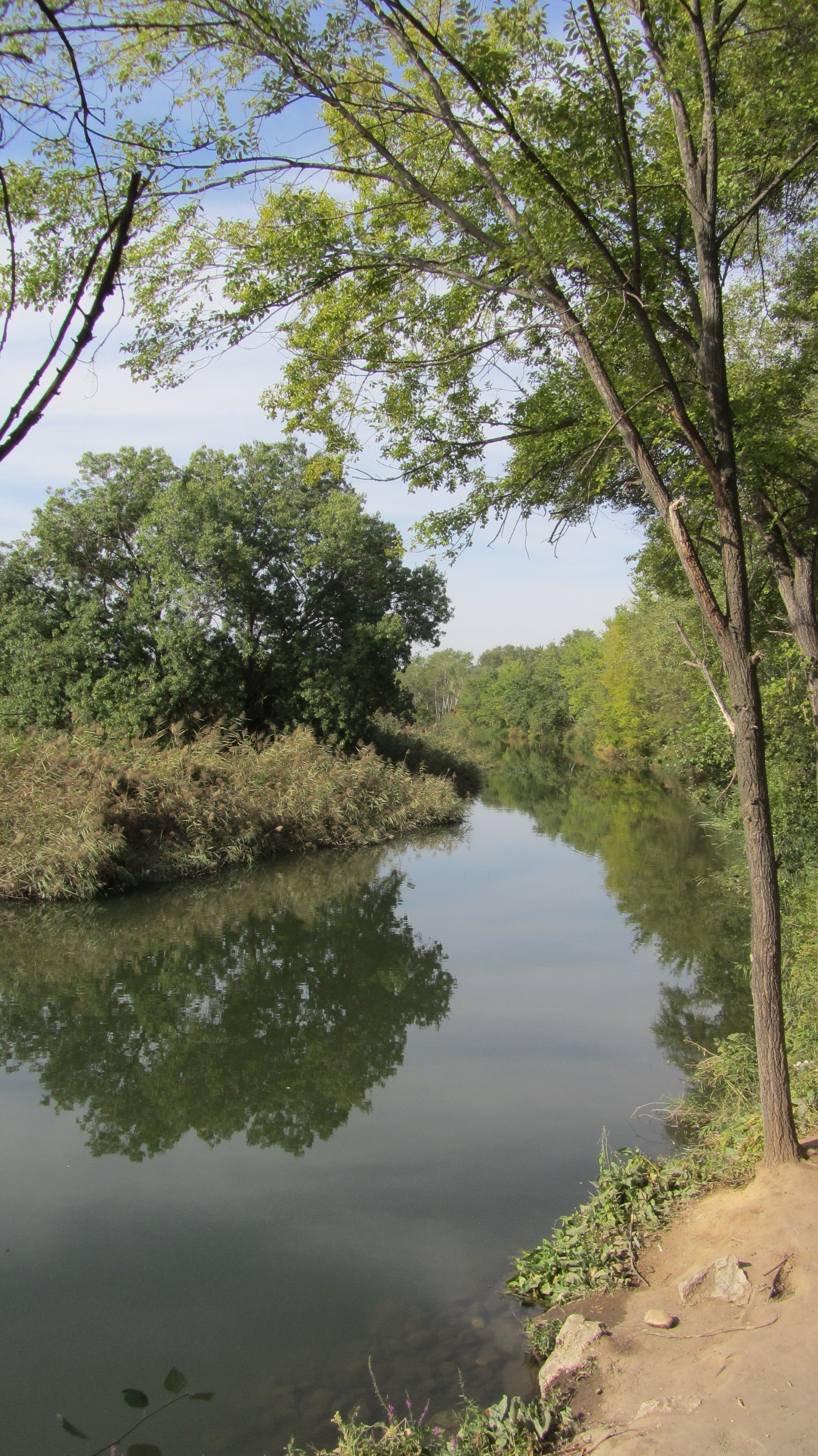
Rivera del río Henares.

### Rivera del río Henares
Desde 2011 la rivera del río Henares es un Lugar de Importancia Comunitaria (LIC) por su potencial contribución a restaurar el hábitat natural; que, a su vez, forma parte de las Zonas de Especial Conservación (ZEC) de la Red Natura 2000. En su orilla sur se sitúa el Parque de los Cerros de Alcalá de Henares, Monte de Utilidad Pública n.º 180.
La cuenca del río Henares se compone de tres unidades ambientales principales: 
1. Las estepas cerealistas.
2. Los cursos fluviales y, con carácter general, una banda de 100 metros a cada margen, de los tramos medio-altos del río Henares, a su paso por la Comunidad de Madrid.
3. Una serie de cantiles y cortados asociados al curso fluvial, con importancia para diversos táxones.[100]

### Árbol singular Taray del Gallo
El Catálogo Regional de la Comunidad de Madrid de Especies Amenazadas de Fauna y Flora Silvestre incluye desde 2015, en la categoría de "Árboles Singulares", un ejemplar de Taray del Gallo (Tamarix gallica) ubicado en Alcalá de Henares, por su tamaño.

## Patrimonio en peligro
El Grupo en Defensa del Patrimonio Complutense ha elaborado una Lista Roja del Patrimonio Complutense, con 76 joyas arquitectónicas en peligro por su mal estado de conservación. Incluye arquitectura civil, religiosa, militar, agropecuaria, industrial, molinos, puentes, fuentes, los conjuntos urbanísticos y arqueológicos.

## Bibliografía

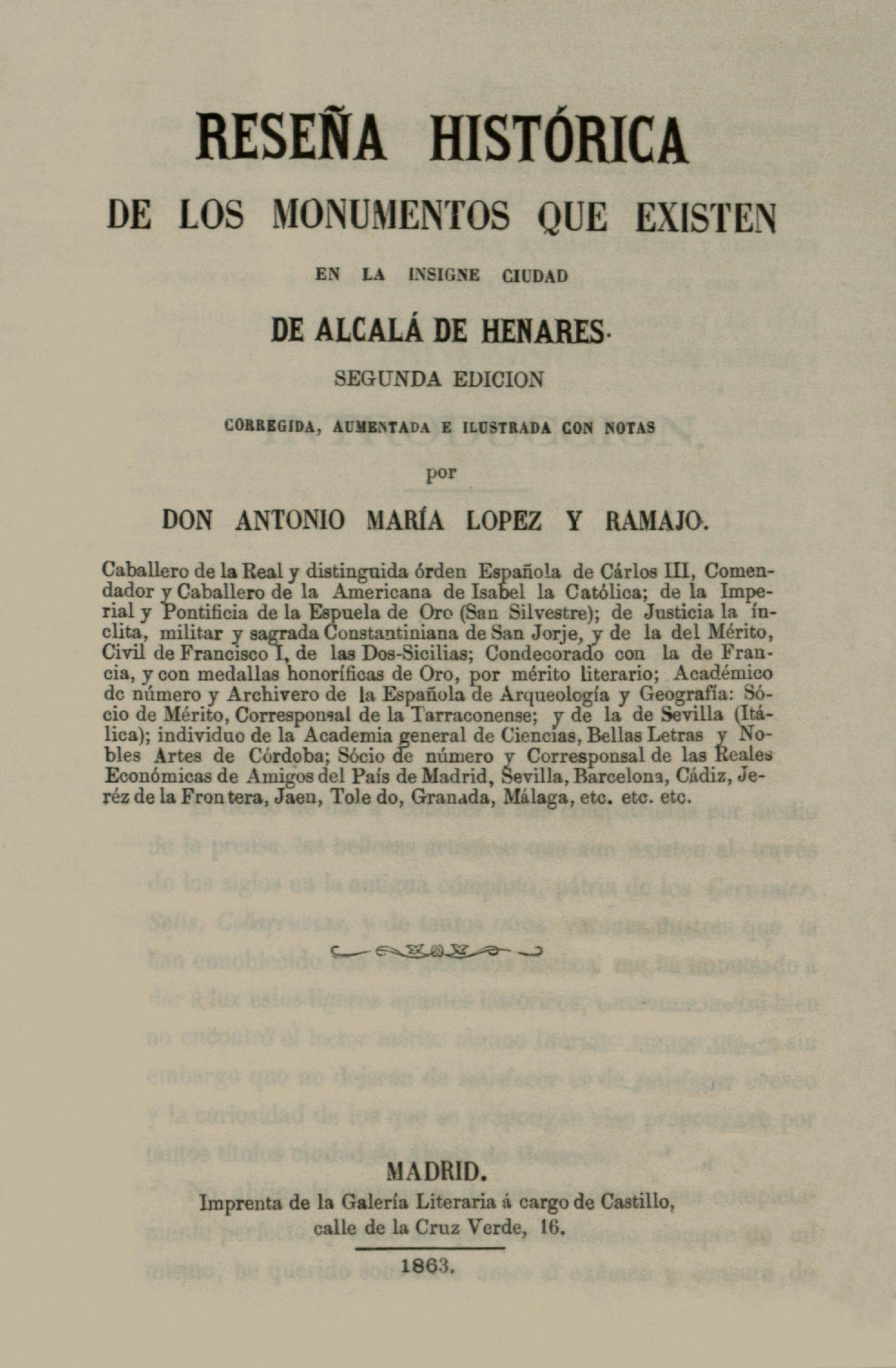
Reseña histórica de los monumentos de Alcalá de Henares (Antonio María López Ramajo, 1863)